# Alzano Lombardo
Alzano Lombardo [alˈʣaːno lomˈbardo] (Alzà [alˈza] o ’Lzà [ˈlza] in dialetto bergamasco) è un comune italiano di 13 444 abitanti della provincia di Bergamo in Lombardia. Il comune è situato nella bassa val Seriana e dista circa cinque chilometri a nord-est del capoluogo orobico e fa parte della Comunità montana della Valle Seriana. Nel 1991 ad Alzano Lombardo è stato conferito il titolo di città.

## Geografia fisica

### Territorio

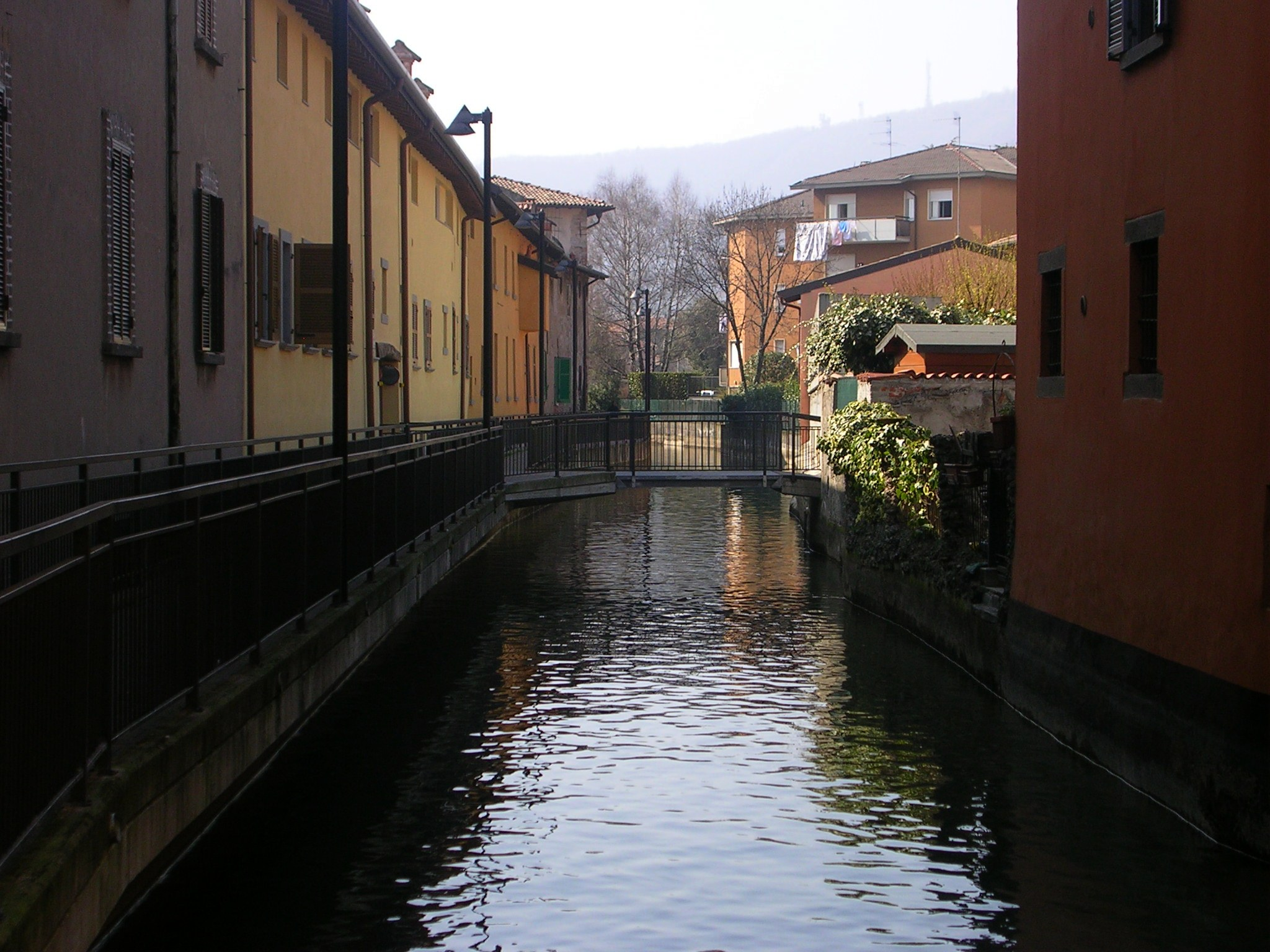
La roggia Serio Grande nel centro di Alzano Maggiore

Il territorio comunale di Alzano Lombardo è interamente situato sulla destra orografica della val Seriana, ad un'altezza di circa 304 m s.l.m. È delimitato a Sud e Sud-Est dal corso del fiume Serio, che lo divide dal comune di Villa di Serio e a Nord dallo spartiacque con la val Brembana dato dai monti Filaressa, Cavallo e Canto Basso. Ad Est sono il monte Podona, nel tratto più a monte, e il torrente Luio, in quello più a valle fino alla confluenza con il fiume Serio, a suddividerlo da Nembro, mentre ad Ovest confina con Ponteranica, tramite i monti Solino e Luvrida, e con Ranica mediante il monte Zuccone e il torrente Nesa fino allo sbocco di quest'ultimo nel Serio.
Nel fondovalle, provenendo da Bergamo, per primo si incontra il capoluogo Alzano Lombardo (un tempo denominato Alzano Maggiore) che ormai forma un unico agglomerato urbano con Alzano Sopra, frazione posta anch'essa lungo l'asta del fiume Serio prima del confine con Nembro.
All'interno, risalendo il corso del torrente Nesa, prima si incontra la frazione Nese e poi la località Busa, dove il corso d'acqua si dirama in due rami secondari. Il primo volge verso Nord-Ovest in una piccola valletta, compresa tra i monti Solino, Canto Basso e Colletto, nella quale ad un'altezza di circa 500 m s.l.m. è situato il borgo di Olera; il secondo invece si sviluppa in direzione Nord e comprende le frazioni Burro, posto sulla destra orografica della valle a circa 550 m s.l.m. in fronte a cui, sull'opposto versante, si trova Brumano. Salendo ancora si trova Monte di Nese, adagiato su una terrazza naturale in posizione panoramica prossima agli 800 m s.l.m. e circondato dai monti Cavallo, Filaressa e Colletto.

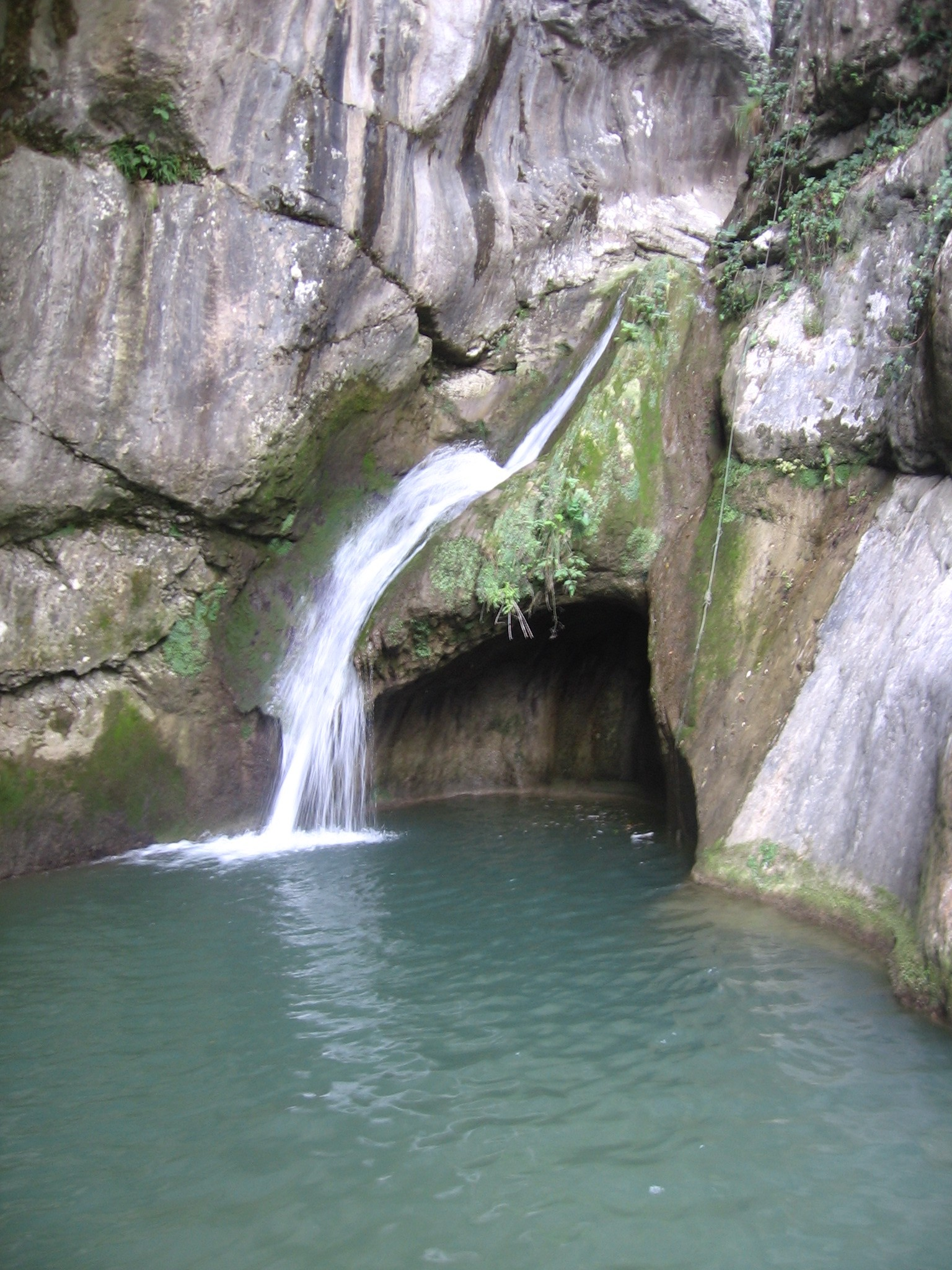
Il torrente Nesa, che dà il nome all'omonima valle

Per ciò che concerne l'idrografia, oltre al fiume Serio, numerosi sono i corsi d'acqua che attraversano il territorio comunale. Quello con portata maggiore è il Nesa, affluente del Serio da destra, che si sviluppa nell'omonima valle e che raccoglie le acque di numerosi piccoli rivoli composti dalle acque in eccesso provenienti dai monti circostanti. Discreta rilevanza ricopre anche il Luio, che percorre la piccola omonima valle, compresa tra i monti Ganda e Monte Valtrosa, e che funge da confine con Nembro.
Notevole importanza è invece attribuibile a due canali artificiali, la roggia Morlana e la roggia Serio Grande, che molto hanno aiutato lo sviluppo agricolo e industriale del territorio. Costruite nel periodo compreso tra il XII e il XIII secolo, nascono dalle vasche di carico poste nella porzione meridionale di Albino.
Già in epoca medievale ricoprivano un ruolo fondamentale per i possedimenti del comune di Bergamo presso le campagne della pianura bergamasca, importanza che crebbe nel XIX secolo con l'espansione industriale. Fino alla seconda metà del XX secolo era presente anche la roggia Guidana, che attingeva al corso del Serio nei pressi della zona industriale, il cui tragitto venne modificato rendendola dipendente dalla roggia Morlana, dalla quale prende vita in territorio di Gorle.
Per ciò che concerne la viabilità, oltre alla rete stradale ordinaria, è da segnalare la tranvia Bergamo-Albino, una linea metrotranviaria che collega il paese con la città di Bergamo, che, inaugurata nel 2009, ha permesso di decongestionare le strade della zona.

## Variazioni territoriali

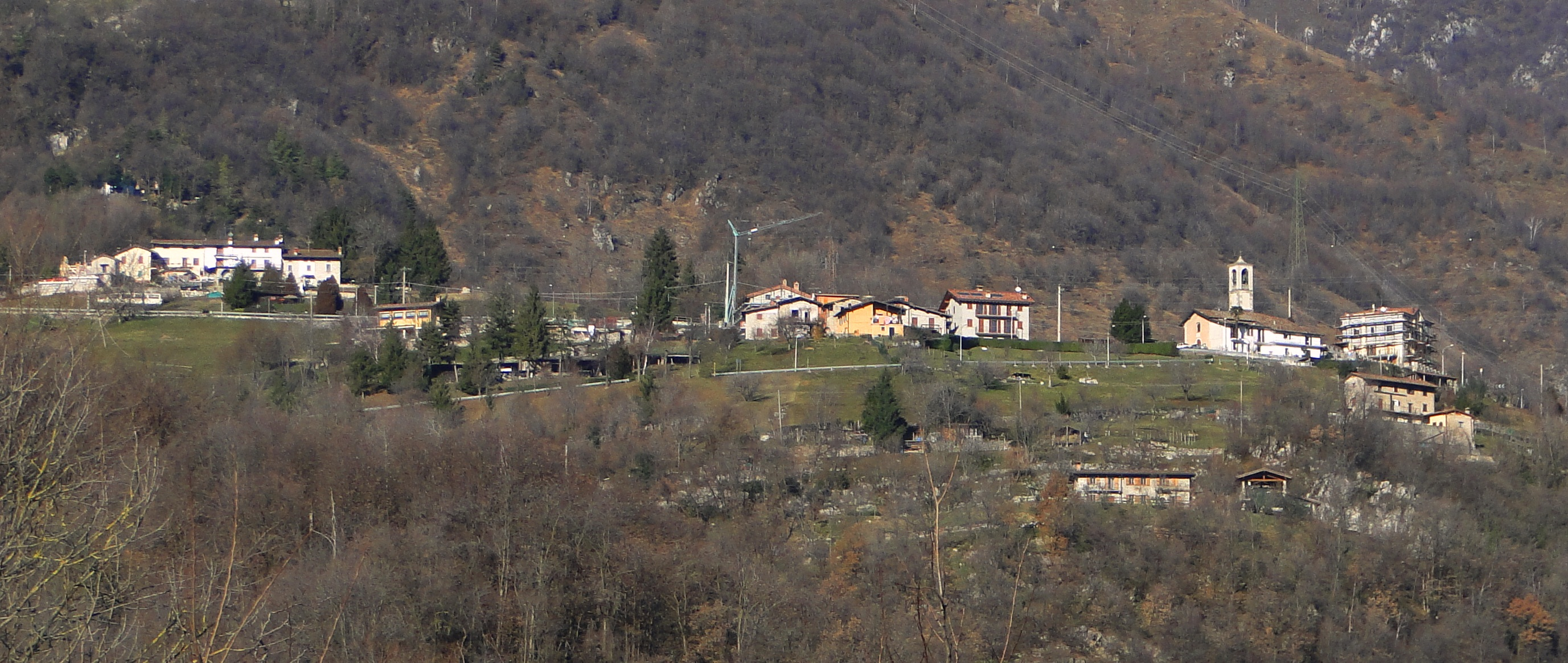
La frazione di Burro, legata per secoli a Nese

Nel corso dei secoli numerose sono state le variazioni dei confini del comune.
I primi riscontri inerenti alla delimitazione degli stessi risalgono alla prima metà del XIV secolo, epoca nella quale il territorio risultava frazionato in differenti entità: Alzano Inferiore, Alzano Superiore, Anexie (divenuto poi Nese) e Olera che potevano godere di una propria autonomia amministrativa, mentre Monte di Nese era incluso nei confini di Poscante e Brumano in quelli di Nembro. Alla fine del secolo Alzano Superiore, ridefinito come Alzano Sopra, passò anch'esso a Nembro, mentre Olera andò ad incrementare la superficie territoriale di Poscante.
Pochi furono invece i cambiamenti durante i tre secoli e mezzo della dominazione Veneta, la quale rinominò Alzano Inferiore in Alzano Maggiore, all'interno di cui riportò il piccolo borgo di Brumano, e che nel 1776 ridiede l'autonomia a Monte di Nese. Con la fine della Serenissima si verificarono invece numerosi riassetti territoriali in pochi anni: nel 1798 Brumano si unì al neonato comune di Lonno, mentre un anno prima Olera si era staccata da Poscante. L'indipendenza di quest'ultima durò pochi anni, dal momento che già nel 1805 fu nuovamente aggregata, unitamente a Monte di Nese, al comune posto in val Brembana. Nel 1809 si verificò un'imponente opera di accorpamento istituzionale, con Alzano Maggiore che inglobò Alzano Sopra, Nese e Brumano.
Con la fine della napoleonica Repubblica Cisalpina e la contestuale instaurazione del Regno Lombardo-Veneto, avvenuta nel 1816, vi fu una nuova scissione tra Alzano Maggiore, Alzano Sopra e Nese, ma anche di Olera e Monte di Nese che si eressero ad autorità amministrative indipendenti. Questi ultimi due borghi tuttavia dopo soli due anni vennero nuovamente riaggregati a Poscante, venendo poi inseriti nel territorio di Nese tra il 1925 e il 1928.
Fu invece nel 1927 che, in seguito alla fusione di Alzano Maggiore e Alzano Sopra, nacque il comune di Alzano Lombardo, a cui nel 1939 venne aggiunto anche il comune di Nese, assumendo così il nuovo assetto.

## Storia

### Dalla preistoria ai romani

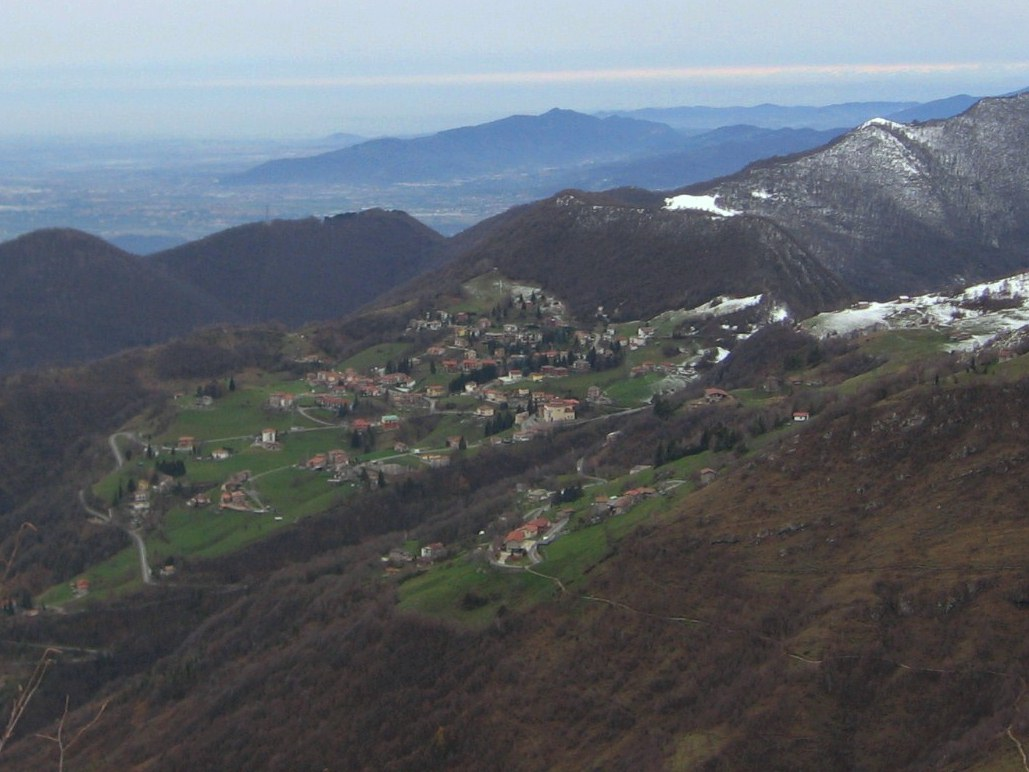
Panorama di Monte di Nese, dove sono stati rinvenuti resti di oltre cinquemila anni fa

I primi ritrovamenti che attestano la presenza umana sul territorio comunale sono frammenti di selce lavorata, rinvenuti nelle zone collinari e montuose nei pressi della frazione Monte di Nese, databili attorno al terzo millennio a.C..
I primi insediamenti risalirebbero invece al VI secolo a.C., quando nella zona si stabilirono popolazioni di origine ligure, dedite alla pastorizia, tra cui gli Orobi. Ad essi si aggiunsero e integrarono, a partire dal V secolo a.C., le popolazioni di ceppo celtico, tra cui i Galli Cenomani. Questi ultimi si stanziarono prevalentemente nella valle del Nesa, costituendo primitivi accampamenti presso quelle che sono le frazioni di Nese e Brumano.
Tuttavia la prima vera e propria opera di urbanizzazione fu opera dei romani, che conquistarono la zona e la sottoposero a centuriazione, ovvero ad una suddivisione dei terreni a più proprietari, a partire dal I secolo d.C.. Questa opera assegnò appezzamenti più o meno vasti a coloni e veterani di guerra, di origine o acquisizione romana, i quali bonificarono i terreni al fine di poterli sfruttare per coltivazioni agricole e allevamento di bestiame.
Questo avvenne anche per i terreni posti tra i colli Frontale e Ganda e il fiume Serio, che vennero assegnati alla “Gens Anicia”. Conseguentemente la zona assunse il nome di “Praedium Aliciano” (podere aliciano), da cui deriva il nome del comune: “praedium Alicianum”.
I principali nuclei abitativi furono Alzano Superiore (poi divenuto Alzano di Sopra) e Alzano Inferiore (in seguito Alzano Maggiore), che vennero riuniti in un unico vicus. A quel periodo risale inoltre una lapide, considerata il principale reperto storico rinvenuto nei confini comunali e ora custodita presso il Museo archeologico di Bergamo, ritrovata verso la metà del XIX secolo nel campanile della chiesa parrocchiale di San Giorgio presso Nese. Databile al I secolo d.C., descrive un lascito effettuato da tale “Sura” agli abitanti di Nese e di Brumano, definendoli come “vicanis”, fornendo importanti indicazioni su come anche quei due piccoli borghi fossero a loro volta elevati al rango di vicus.
In ogni caso, durante l'epoca romana tutti questi centri avevano dimensioni molto ridotte e si basavano su agricoltura, principalmente nella piana del fondovalle, e pastorizia, nella valle del Nesa.

### Medioevo

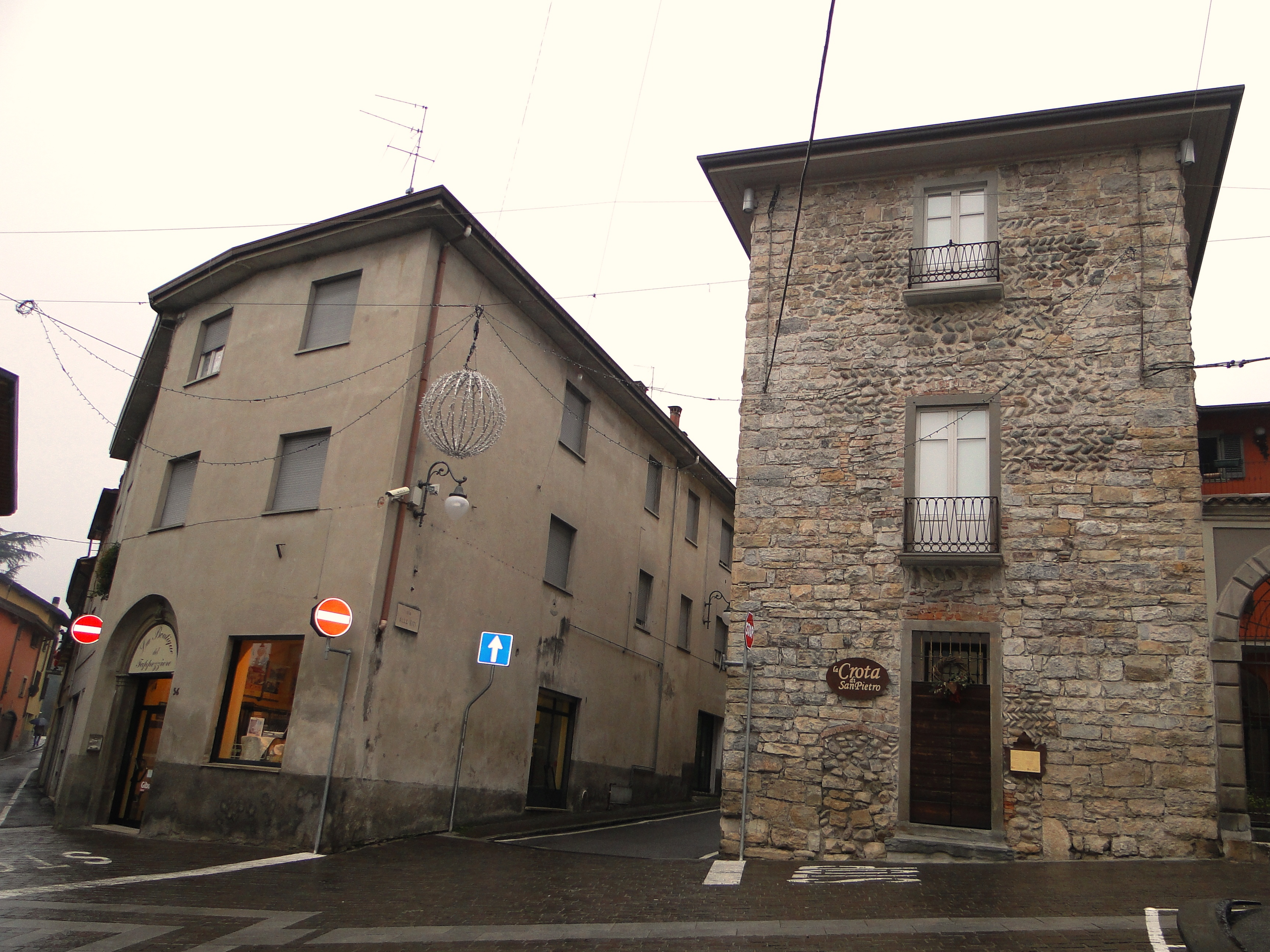
Fortificazioni medievali presso piazza san Pietro

Il periodo successivo alla dominazione romana vide la zona soggetta alle invasioni barbariche, che portarono la popolazione a rifugiarsi in postazioni più elevate su colli e propaggini circostanti, in quanto considerate più sicure dalle scorrerie. Ad Alzano si svilupparono quindi nuclei abitativi con piccole strutture difensive sulle alture del colle Frontale, in particolar modo presso la località “Castello”.
Nel corso del VI secolo si verificò l'arrivo Longobardi, che insediarono presso Alzano e Nese lo sculdascio, un funzionario minore dipendente dai gastaldi, a loro volta legati direttamente al re. Questa popolazione si radicò notevolmente sul territorio, influenzando a lungo gli usi degli abitanti: si consideri infatti che il diritto longobardo rimase “de facto” attivo nelle consuetudini della popolazione fino al XV secolo.
Nell'VIII secolo ai longobardi subentrarono i Franchi che, al contrario dei predecessori, rimasero estranei alla vita sociale e politica dei territori assoggettati, nei quali instaurarono un sistema feudale, inserito nell'ambito del Sacro Romano Impero. A tal riguardo nel 974 l'imperatore Ottone II investì Ambrogio I, Vescovo di Bergamo, del titolo di Signore delle terre della valle Seriana, sulle quali aveva giurisdizione in ambito civile, penale ed ecclesiastico.
In quel periodo il paese, sviluppatosi inizialmente presso lacontrada di San Pietro, cominciò a spingersi verso il fiume Serio, lungo l'antica strada romana che percorreva la valle Seriana, che corrisponde al centro storico e alle vie Fantoni e Roma.
Anche i primi documenti in cui viene citato il nome di Alzano risalgono al X secolo: nel 919 viene difatti menzionato Alzano Superiore, mentre nell'anno 1000 viene indicato il borgo di “Alesano Subteriore” in una permuta di terreni di proprietà dei canonici di Sant'Alessandro in Bergamo.
Questi due borghi, a partire dal IX secolo, vennero scissi in due entità differenti che ebbero vita separata a livello amministrativo e religioso per oltre un millennio.

### Età comunale

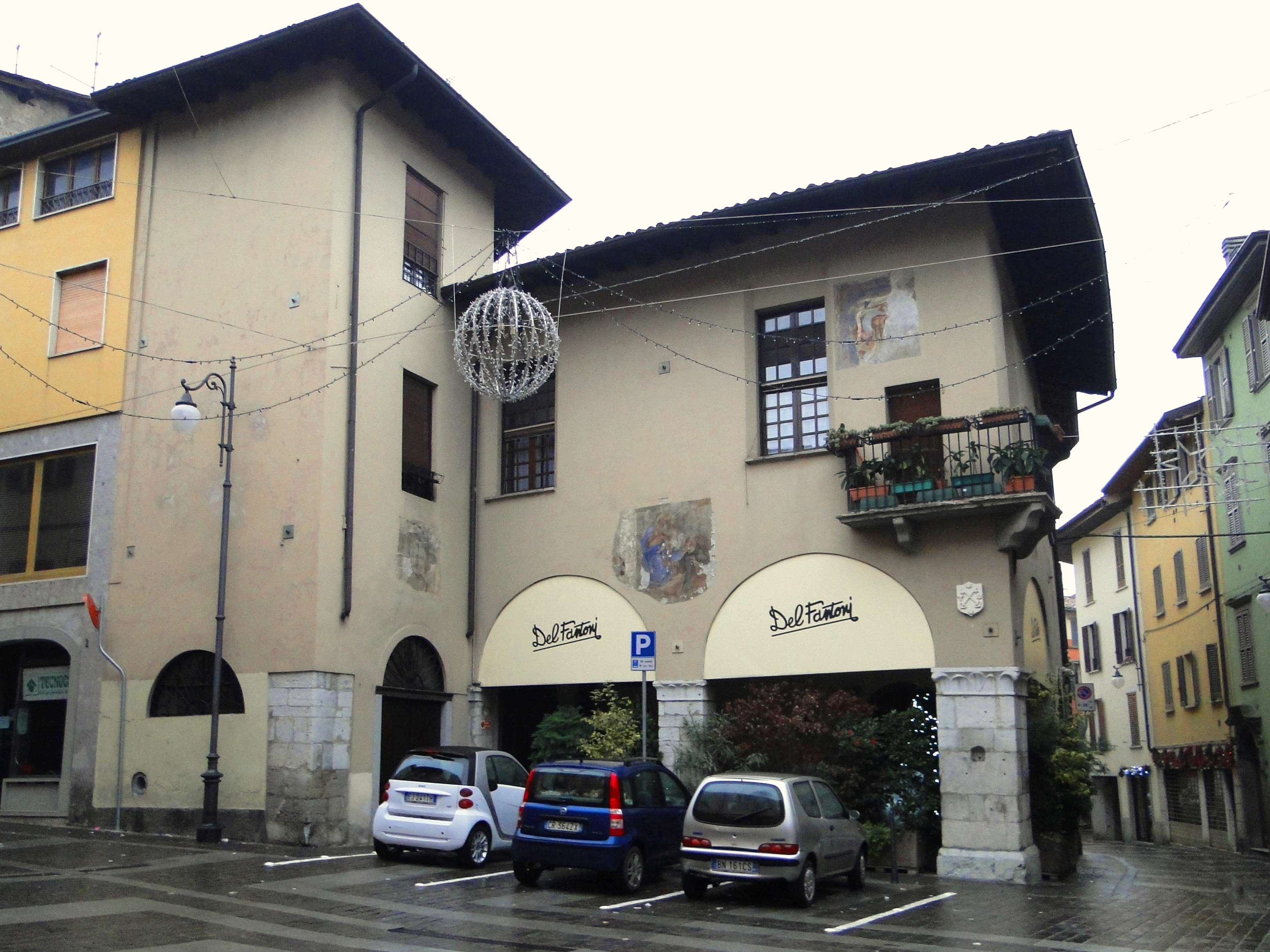
Il Porteghèt, antico Palazzo della Ragione

Ben presto però l'autorità vescovile cominciò a rivelarsi opprimente per i borghi che richiedevano una sempre maggiore autonomia: tra il XII e il XIII secolo sia Alzano Inferiore che Nese riuscirono ad emanciparsi, ergendosi a comuni autonomi posti sotto il controllo della città di Bergamo, che li inserì nella circoscrizione denominata “Facta della porta di San Lorenzo”.
Questa nuova condizione permise ai comuni di gestire in autonomia lo sfruttamento dei boschi e dei pascoli, di poter definire confini amministrativi e viabilità e di organizzare liberamente il culto. A questo si aggiunse anche l'utilizzo delle acque sia del fiume Serio che delle rogge presenti sul territorio: tra queste la roggia Serio Grande e la roggia Morlana, che nascevano più a monte e servivano i bisogni delle campagne limitrofe alla città di Bergamo, ma anche le rogge Guidana e Vescovada, il cui corso è stato modificato e la portata ridotta, che attingevano direttamente presso il paese.
Il comune, come riportato dagli Statuti della città di Bergamo redatti nel 1265, era retto da consoli, eletti dai capifamiglia e scelti tra le personalità più importanti del paese.
Conseguentemente Alzano Inferiore si dotò di un palazzo comunale, nella fattispecie di un Palazzo della ragione, edificato nel 1366 e conosciuto con il nome di Porteghèt. Posto presso l'intersezione delle due principali strade di allora, la via della valle e la via della piazza (vie san Pietro e via Fantoni), era dotato di una sala delle adunanze, di una loggia dalla quale si leggevano al popolo i proclami, i bandi o le sentenze e di un porticato sotto al quale si radunavano i cittadini quando si dovevano prendere decisioni importanti oppure nei giorni di mercato. Vi era anche un piccolo campanile, eliminato alla fine del XIX secolo, che serviva per chiamare all'adunata la cittadinanza o per avvisare in caso di pericolo (invasioni o calamità).

### Dispute tra guelfi e ghibellini

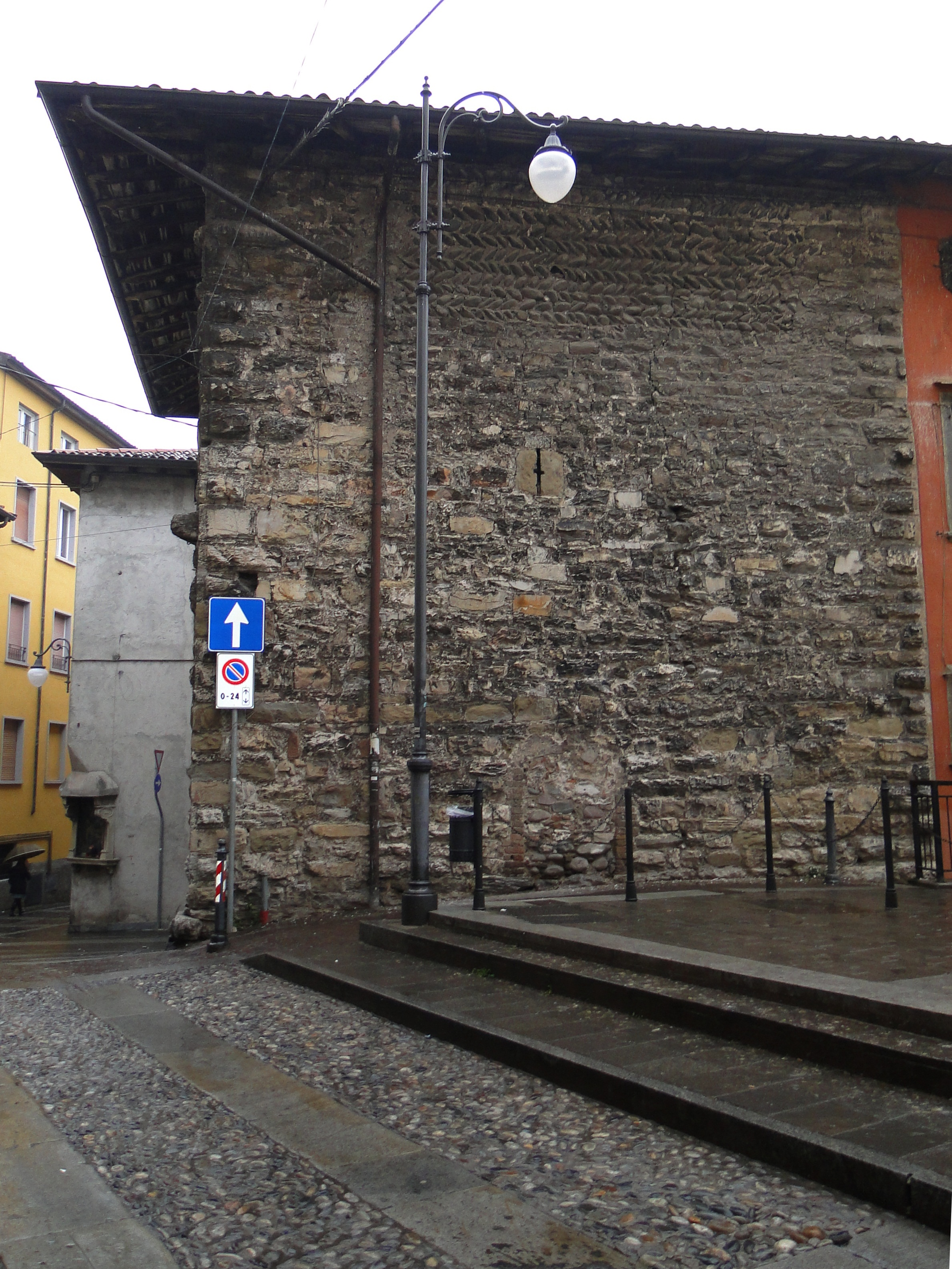
Il Torrazzo, fortificazione difensiva

Ben presto tuttavia cominciarono a verificarsi attriti tra gli abitanti, divisi tra guelfi e ghibellini, che raggiunsero livelli di recrudescenza inauditi. Alzano Inferiore, così come Nese, si schierò con la fazione guelfa, tanto da inserire nel proprio stemma comunale il giglio di Francia, simbolo di Carlo d'Angiò, paladino guelfo.
Nel paese, al contrario di Nese e Alzano Superiore, sorsero numerose strutture di difesa, per prevenire sia gli attacchi ghibellini che le scorrerie dei briganti. Tra queste costruzioni vi era un piccolo castello posto sul colle Frontale, di proprietà della famiglia De Clauso Alzani, ma soprattutto la cinta fortificata a protezione del nucleo abitato. Questa, delimitata a Nord dalla Roggia Serio Grande, includeva sei torri (tra cui il Torrazzo) e aveva tre accessi: il primo posto presso piazza San Pietro, il secondo attiguo al campanile della basilica di San Martino e il terzo presso la località Cava.
Ciò nonostante numerosi furono gli episodi tragici accaduti tra la fine del XIV secolo e l'inizio del XV. Il 22 giugno 1379 Giovanni de Sicha, capitano del ghibellino Bernabò Visconti, diede alle fiamme il borgo di Nese (al pari di quello di Ranica) e le case di Alzano poste al di fuori dalla cinta fortificata, dando battaglia nei pressi della località Cava.
Nella stessa località nel 1393 venne ucciso un numero imprecisato di guelfi, mentre il 16 gennaio 1395 vennero trucidati tre ghibellini.
Per rendere l'idea di quanto insostenibile fosse la situazione, basta pensare che nel 1398 Giovanni Castiglioni, capitano dei Visconti, vietò a tutti i ghibellini di recarsi a Nese, Alzano Superiore e Inferiore, al fine di non mettere a repentaglio la vita.
Anche i comuni cittadini mal sopportavano questa situazione, tanto da riunirsi a manifestare a più riprese per cercare di far terminare le ostilità, senza tuttavia ottenere risultati.
Gli scontri continuarono, tanto che il 19 ottobre 1405 Facino Cane entrò in Alzano Inferiore facendo razzia di beni, uccidendo venti persone e prendendone cento come prigionieri. Due anni più tardi vi fu una breve tregua, interrotta dall'uccisione di un membro della famiglia degli Adelasi da parte di una spedizione guidata da appartenenti alle famiglie Suardi e Pesenti.

### Occupazione della Serenissima

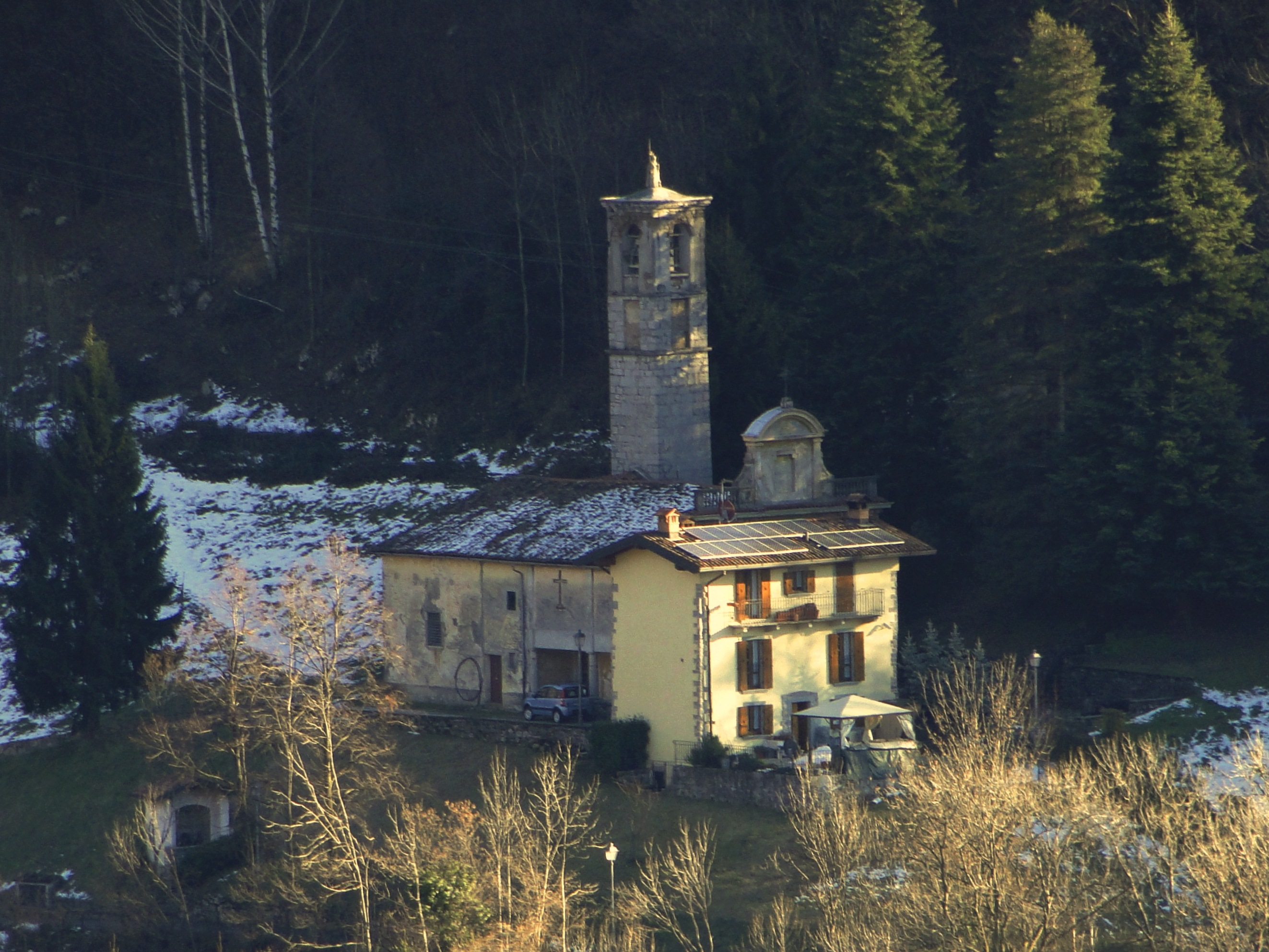
La chiesa parrocchiale di Brumano, posta lungo l'antica via Mercatorum

Soltanto l'arrivo della Repubblica di Venezia mise la parola fine a queste lotte, portando un periodo di relativa quiete.
Nel frattempo la zona aveva acquisito discreta importanza anche a livello commerciale per via dell'esistenza di una strada, la cosiddetta via Mercatorum, che permetteva il passaggio di persone e merci dirette verso la val Brembana, in quei tempi difficilmente raggiungibile utilizzando gli impervi sentieri del fondovalle brembano.
Questa strada lastricata si sviluppava dalla città di Bergamo e in breve arrivava ad Alzano, da cui si diramava una via secondaria al tragitto principale (che raggiungeva Nembro e saliva a Salmezza), che percorreva la valle del Nesa fino a Monte di Nese. Da qui i traffici seguivano altre due strade alternative: la prima scendeva direttamente a Poscante, la seconda si ricollegava a Salmezza da cui giungeva a Selvino e poi a Trafficanti (frazione di Costa Serina), e infine a Serina. Da essa il territorio, specialmente Nese, trasse notevoli benefici economici, mediante la presenza di locande che ospitavano i viandanti e di stazioni per il cambio dei cavalli.
I secoli seguenti furono contrassegnati dal dominio della Serenissima e da una condizione di stabilità sociale e politica che mancava da parecchi secoli.
Non mancarono tuttavia gli eventi funesti: nel triennio tra il 1627 e il 1629 una forte carestia mise a dura prova gli abitanti, a cui fece seguito la tremenda epidemia di peste di manzoniana memoria, che ebbe il suo apice nell'estate del 1630. A causa della malattia, nel solo borgo di Alzano Maggiore morì circa il 60% della popolazione, che passò dalle 1.284 unità del 1629 alle 568 del 1631, mentre nella frazione di Olera gli abitanti furono costretti a dare fuoco a gran parte delle case, compresa la parrocchiale e il relativo archivio, per cercare di arginare la diffusione del morbo.
A partire dalla prima metà del XVIII secolo ad Alzano Maggiore si verificò un importante sviluppo economico, con numerosi opifici operanti nella zona e floridi commerci. Questo aumentò l'attrattività del paese, che cominciò a subire una forte immigrazione dai borghi vicini. Ben presto questo cominciò a causare liti tra le famiglie “originarie” (indicate nel numero di 54, delle quali 12 con cognome Minelli, 11 Gritti e 7 Zanchi) e quelle “forestiere”, soprattutto a causa del fatto che soltanto le prime avevano diritto di eleggere e ricoprire cariche nelle istituzioni comunali. La questione si protrasse a lungo e venne definita soltanto nel 1744 dal podestà della città di Bergamo, il quale diede ragione ai forestieri, che videro quindi riconosciuta parità di diritti.
Tuttavia la dominazione veneta era mal sopportata dalla locale borghesia, tanto che a Nese si verificò una delle prime rimostranze contro i veneziani. Era il 1793 quando Giovanni Maria Gritti, console del comune di Nese organizzò, contro l'elevato prezzo delle farine, una protesta che arrivò fino alle autorità della città. L'esito fu negativo, con i promotori imprigionati dal governo cittadino.

### Avvento di Napoleone fino al Novecento

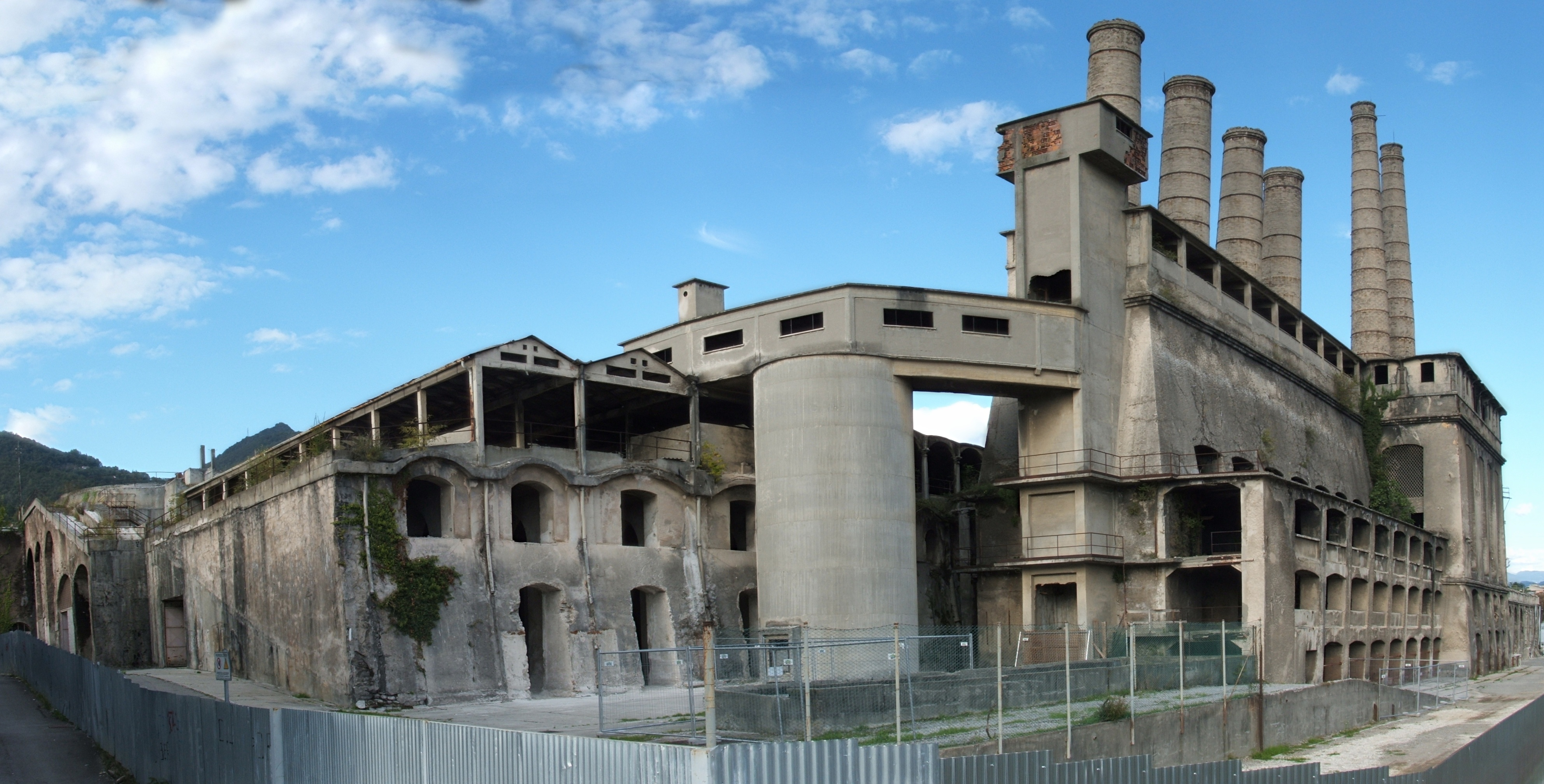
La dismessa cementeria Italcementi

In ogni caso dopo soli quattro anni l'intera regione, in seguito al trattato di Campoformio, fu assoggettata alla napoleonica Repubblica Cispadana. Al momento dell'insediamento della stessa ad Alzano furono piantati due alberi della libertà, simboli della nuova dominazione, in piazza San Pietro e presso la Cava. Tuttavia il clero locale, contrario alle idee libertarie dei francesi, fomentò una rivolta contro i nuovi dominatori, che il 1º aprile 1797 sfociò in un'aggressione a militari francesi, terminata con l'uccisione di un elemento.
Il giorno dopo si scatenò la rappresaglia francese, con il generale Landrieux che entrò in armi nel paese, accompagnato da fanti e cavalleria, minacciando di dare alle fiamme Alzano Maggiore e Nese se si fossero verificati altri problemi. Contestualmente ordinò la consegna di tutte le armi da fuoco presenti nella zona e l'arresto di personalità avverse al regime (rilasciate poi dopo alcune settimane), lasciando saccheggiare per alcune ore il paese ai suoi soldati.

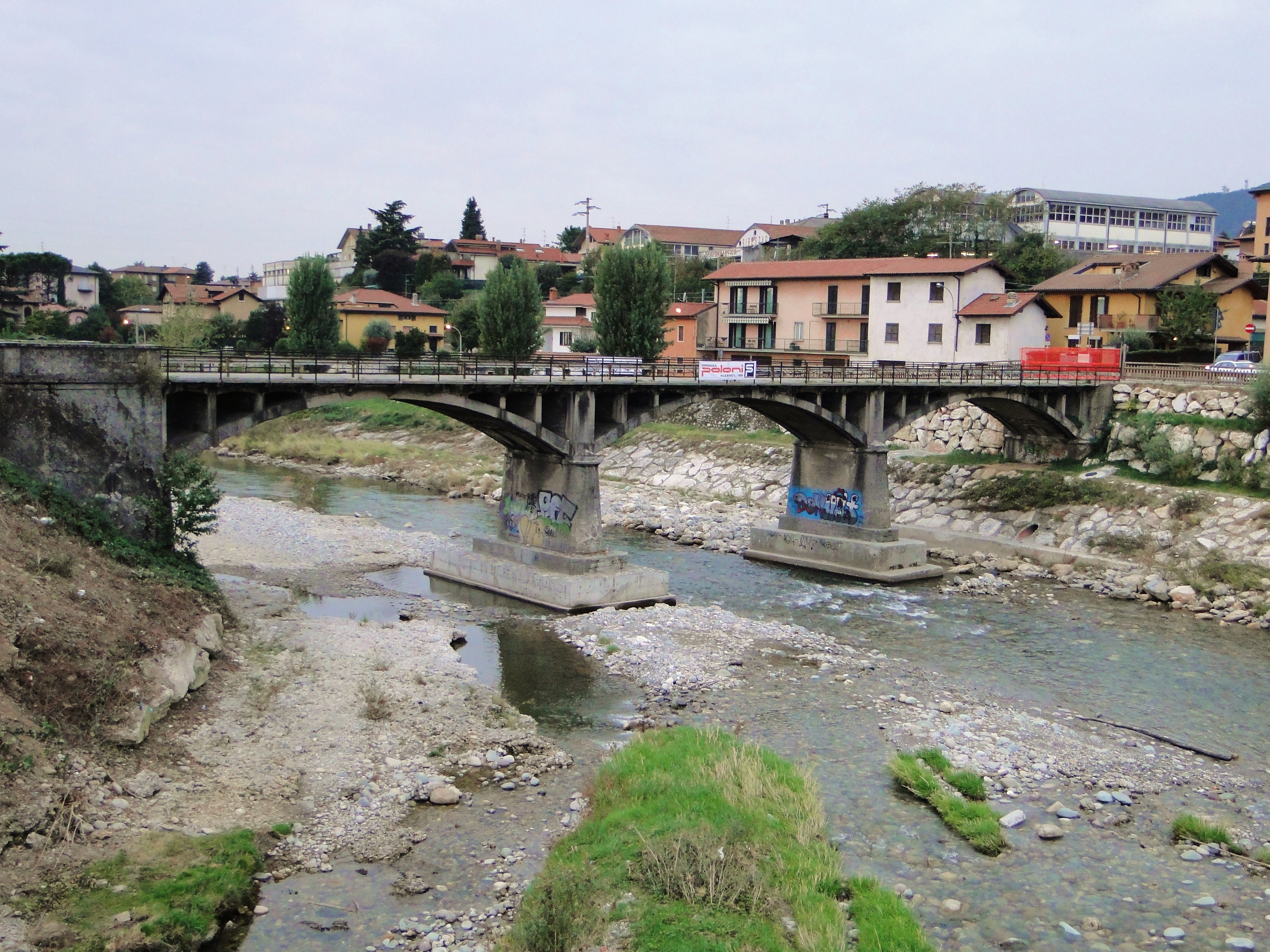
Il ponte sul Serio, collegamento con Villa di Serio dei primi anni del XX secolo

A tal riguardo il 3 aprile vennero convocati a Bergamo i reggenti di chiese e monasteri di Alzano, ai quali venne imposto un indennizzo pari alla metà dell'argento posseduto, parzialmente restituito tempo dopo grazie all'intercessione di personalità locali vicine ai francesi.
Anche il 22 maggio 1799 si paventò il rischio di un altro saccheggio quando, nell'ambito della guerra che vedeva contrapposti i francesi alla coalizione russo-austriaca, una guarnigione di cosacchi arrivò in paese. La popolazione si rifugiò sui colli limitrofi lasciando sguarnito il centro abitato, ma ogni rischio fu scongiurato dall'intervento delle monache salesiane che offrirono ai soldati due vassoi ricoperti d'oro, provocandone la ritirata.
Nel 1815 ai francesi subentrarono gli austriaci, che instaurarono il Regno Lombardo-Veneto. In questo ambito vi fu una revisione delle circoscrizioni provinciali, e Alzano venne posto a capo del VI distretto, sancendo la propria preminenza sul confinante paese di Nembro, che fino a quel momento era sempre stato il centro di riferimento della bassa valle.
Il 4 settembre 1816 vi fu la visita dell'imperatore Francesco I d’Austria, ma i nuovi regnanti non riuscirono a conquistare gli animi degli abitanti, tanto che gli alzanesi dimostrarono i propri sentimenti patriottici partecipando in gran numero ai moti risorgimentali. A tal riguardo è da ricordare che furono ben cinque gli abitanti del paese che parteciparono alla spedizione dei Mille: Giacomo Lorenzo Pavoni (che morì durante la stessa, a soli 17 anni), i fratelli Carlo e Luigi Rota (quest'ultimo deceduto presso Salerno), Giovanni Rota e Carlo Zanchi.
A partire dalla seconda metà del XIX secolo, una volta avvenuta l'unità d'Italia, Alzano visse un periodo di sviluppo industriale e sociale: nonostante la progressiva scomparsa dell'industria laniera prima e serica poi, lungo la roggia Morlana si stanziarono importanti insediamenti quali le cartiere Pigna e Pesenti, quest'ultima commutata poi in industria cementiera, che con il tempo si sviluppò assumendo la denominazione Italcementi.
Un ulteriore impulso all'economia locale venne dall'apertura della Ferrovia della Valle Seriana, che dal 1884 permetteva il collegamento di merci e passeggeri da Bergamo a Clusone, ma anche dalla costruzione degli ospedalli civili Pesenti-Fenaroli (1859) e del ponte per la viabilità con il vicino paese di Villa di Serio nel 1913.
Nel 1927, tramite il Regio decreto datato 27 aprile, venne deciso l'accorpamento dei comuni di Alzano Maggiore e di Alzano Sopra, dopo una separazione durata più di mille anni, in quello che venne ribattezzato come comune di Alzano Lombardo. Dodici anni più tardi il territorio assunse la fisionomia con l'inclusione del comune di Nese.
Nella seconda parte del XX secolo il comune fu soggetto ad un tumultuoso sviluppo urbanistico, sociale ed economico che lo vide assurgere ad importante centro industriale della bassa valle Seriana, con numerose aziende (tra cui la Zerowatt) ed attività artigianali (vedi Polini) che, sviluppandosi, riuscirono ad espandere il loro raggio d'azione ben oltre i confini regionali e nazionali.

### Simboli
Lo stemma è stato riconosciuto con decreto del Capo del Governo del 26 maggio 1936. L'emblema si trova riprodotto negli stemmari di Michele Pagano del 1624 e del Camozzi del 1888.
Blasonatura stemma:
(D.C.G. 26 maggio 1936)
Giglio e lambello sono simboli dell'appartenenza alla fazione guelfa. Il capo è ciò che rimane del capo del Littorio, da cui è stato rimosso il fascio, ornamento obbligatorio per gli stemmi civici concessi in epoca fascista.
L'11 marzo 1991 Alzano ha ricevuto il titolo di città e dal 3 luglio 1991 lo stemma è stato modificato con la sostituzione della corona di comune con quella di città.
Il gonfalone è un drappo di rosso.

## Monumenti e luoghi d'interesse

### Architetture religiose

#### Basilica di San Martino

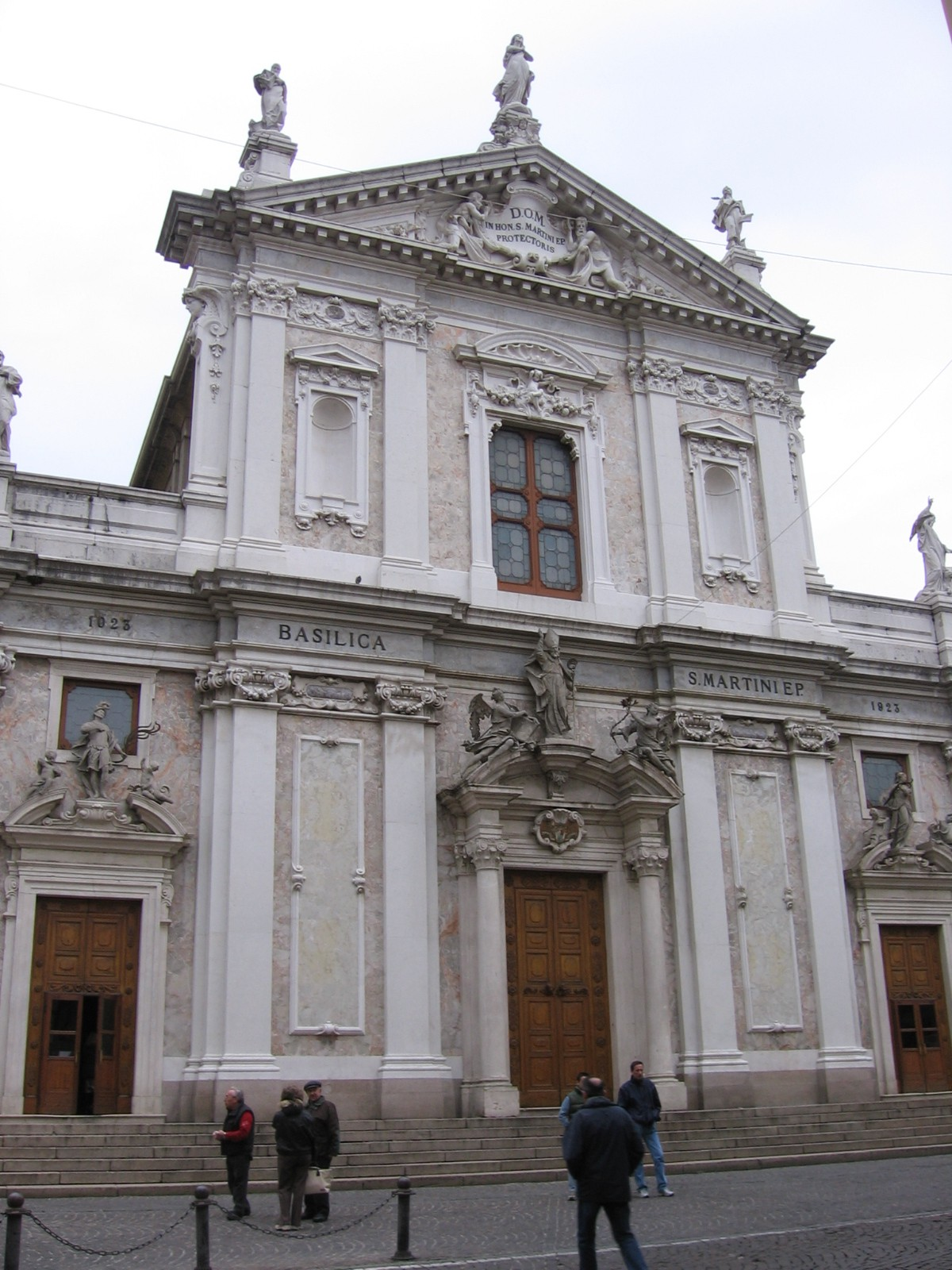
Facciata della basilica di San Martino

Il principale edificio sacro del comune è indubbiamente la basilica di San Martino, situata nel centro storico di Alzano Maggiore in piazza Italia, alla confluenza delle vie Fantoni e Roma, che per secoli sono state le principali direttrici viarie del borgo. Edificata a partire dal 1656 su un preesistente edificio religioso, fu realizzata dall'architetto-capo del duomo di Milano Gerolamo Quadrio. Si tratta di un edificio a tre navate scandite da cinque campate ciascuna. Di queste la centrale risulta essere più alta e ampia, con una volta a botte che poggia su colonne in marmo bianco di stile composito. Le due navate laterali vennero invece ricoperte da vele, stuccate da Giovanni Angelo Sala. Lateralmente vi sono otto cappelle, ricche di dipinti e d'importanti cicli pittorici. Di gran pregio è il pulpito che spicca al centro della struttura.
Attiguo alla basilica si trova il museo d'arte sacra San Martino. Questo è collocato nella struttura denominata il Palazzo, che si presenta come un palazzo nobiliare tipico del XVII secolo, e si sviluppa su tre piani che si distribuiscono attorno ad una piazzetta interna (piazza Partigiani).
Le sagrestie sono una sezione del museo d'arte sacra. Inserite nel corpo strutturale della basilica, vennero edificate nel 1676 al fine adibire i nuovi locali ad ambienti volti ad ospitare riunioni clericali, ma anche atti alla preparazione della preghiera, sia per il clero locale che per il popolo, nelle processioni. Contengono una serie di sculture, intarsi, stucchi ed affreschi risalenti al XVII secolo dei migliori esponenti del barocco lombardo.

#### Chiesa di San Pietro
La chiesa di San Pietro si trova ai margini dell'omonima contrada, la più antica del paese; essa fu il principale edificio di culto della comunità di Alzano Inferiore fino all'anno 1457, quando venne declassata a sussidiaria dopo la costruzione della nuova chiesa di San Martino.
Inizialmente posta sotto tutela dei religiosi di San Domenico, nella prima parte del XVI secolo venne sottoposta ad ampliamento e fu realizzata la cappella maggiore con due altari laterali. Un'ulteriore ristrutturazione, effettuata nel 1910, interessò tutta la struttura tranne l'abside, e le donò le nuove forme in stile neogotico.
All'interno si trovano affreschi quattrocenteschi, dipinti cinquecenteschi ed opere del XVIII secolo.
L'abside è in pietra grigia, mentre nell'aula si trova un pulpito di scuola fantoniana con marmi policromi eseguiti da Gian Giacomo Manni. La facciata esterna possiede un rosone centrale, due nicchie, nelle quali sono collocate le statue di Adamo ed Eva, ed un portale manierista in calcare nero di Gazzaniga e calcare di Zandobbio, risalente al XVII secolo, collocato al termine di una scalinata piramidale.
A fianco della chiesa si trova l'oratorio, risalente al XV secolo, un tempo utilizzato dalla Confraternita dei Disciplini Bianchi. Oltre all'Oratorio si trova il campanile, alto ventisette metri.
In un altro edificio posto sul sagrato della chiesa, vi è la Scuola di San Pietro. Fondata nel 1650, per secoli ha avuto il compito di istruire i giovani del paese.

#### Chiesa di Santa Maria della Pace
Ai margini di quella che un tempo era l'antica fortificazione del centro storico, attigua all'ospedale Pesenti-Fenaroli, si trova la chiesa di Santa Maria della Pace. Edificata nel XVI secolo, venne affidata ai frati minori francescani. Nel XVII secolo venne edificato anche il convento che comprendeva due chiostri ed un dormitorio.
Nel 1597 divenne un centro miniatorio di grande importanza.
La struttura perse la destinazione di edificio religioso con la soppressione dell'ordine religioso, avvenuta nel 1810 in seguito alle normative napoleoniche per poi tornare edificio religioso. Si tratta di una struttura a navata unica, al cui interno si trovano cinque altari per parte. La volta, sorretta da archi a tutto sesto, è decorata da affreschi, alcuni dei quali rovinati a causa dell'abbandono e dell'incuria.
In essa sono custodite numerose opere pittoriche importanti.
Dei due chiostri invece soltanto il primo si trova in buono stato di conservazione, mentre il secondo è stato inglobato nell'annesso ospedale civile.

#### Chiesa di San Michele Arcangelo

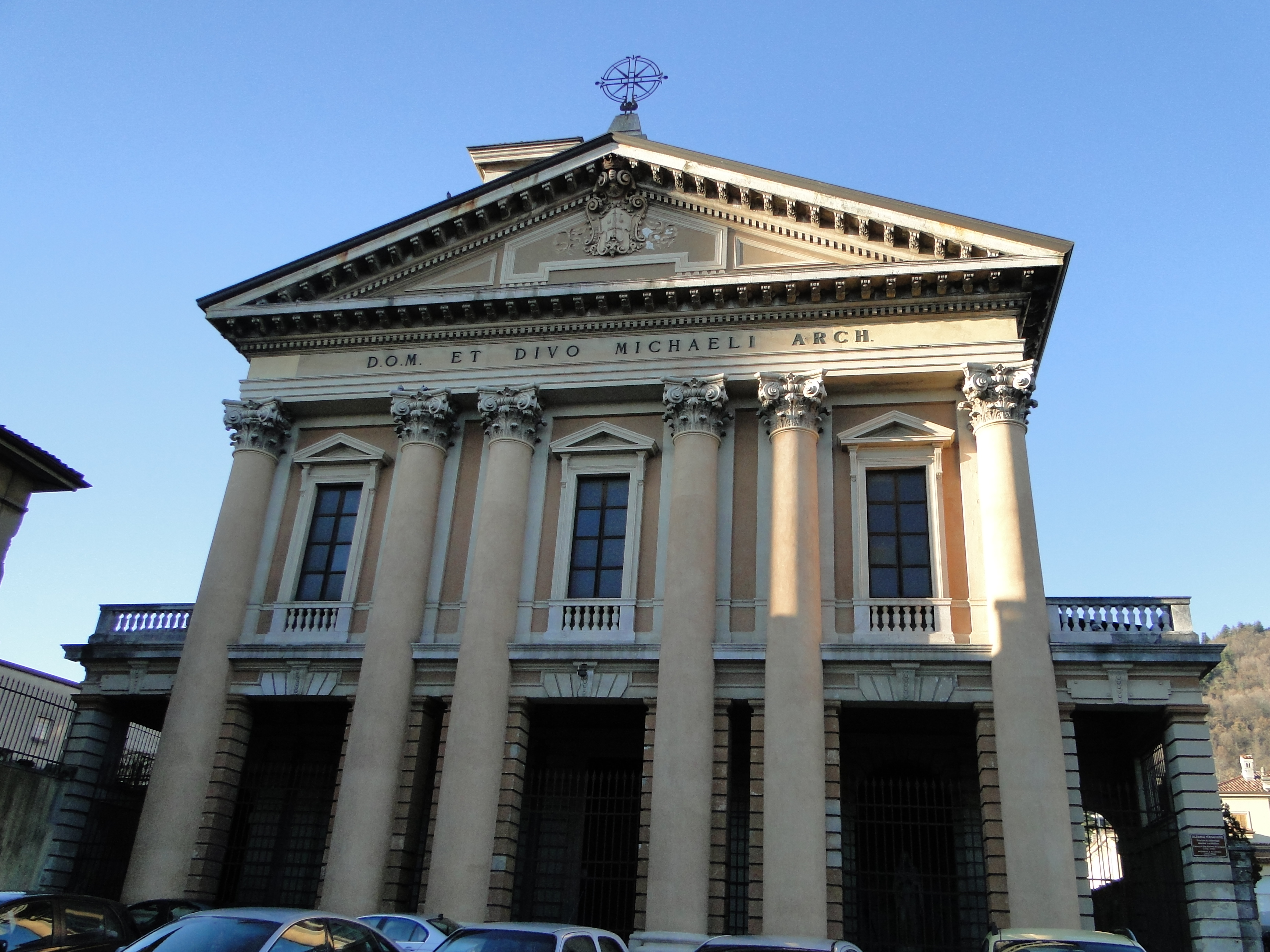
La chiesa san Michele Arcangelo

La chiesa di San Michele Arcangelo, che risale ai primi anni del XVIII secolo, si trova a poca distanza dalla basilica di San Martino, sulla via che reca ad Alzano Sopra. Conosciuta anche come chiesa del Suffragio, in quanto edificata in luogo di un antico oratorio che portava quel nome, venne inizialmente costruita per ospitare le sepolture. La prima pietra fu posata nel 1712, nel 1718 fu benedetto il pavimento e nel 1721 venne inaugurata la chiesa.
Inizialmente era gestita dalla congregazione dei disciplini neri, ai quali subentrò poi l'ordine dei Domenicani, che aveva il compito di avviare i giovani del paese alle pratiche religiose.
La struttura presenta una pianta a croce greca in stile barocco con al centro una cupola ovale, e una facciata neoclassica, inizialmente progettata da Giovan Battista Caniana (qui sepolto con tutta la sua famiglia) ma portata a termine soltanto nel 1913. All'interno si trova una statua in legno, opera di Andrea Fantoni.

#### Altre chiese

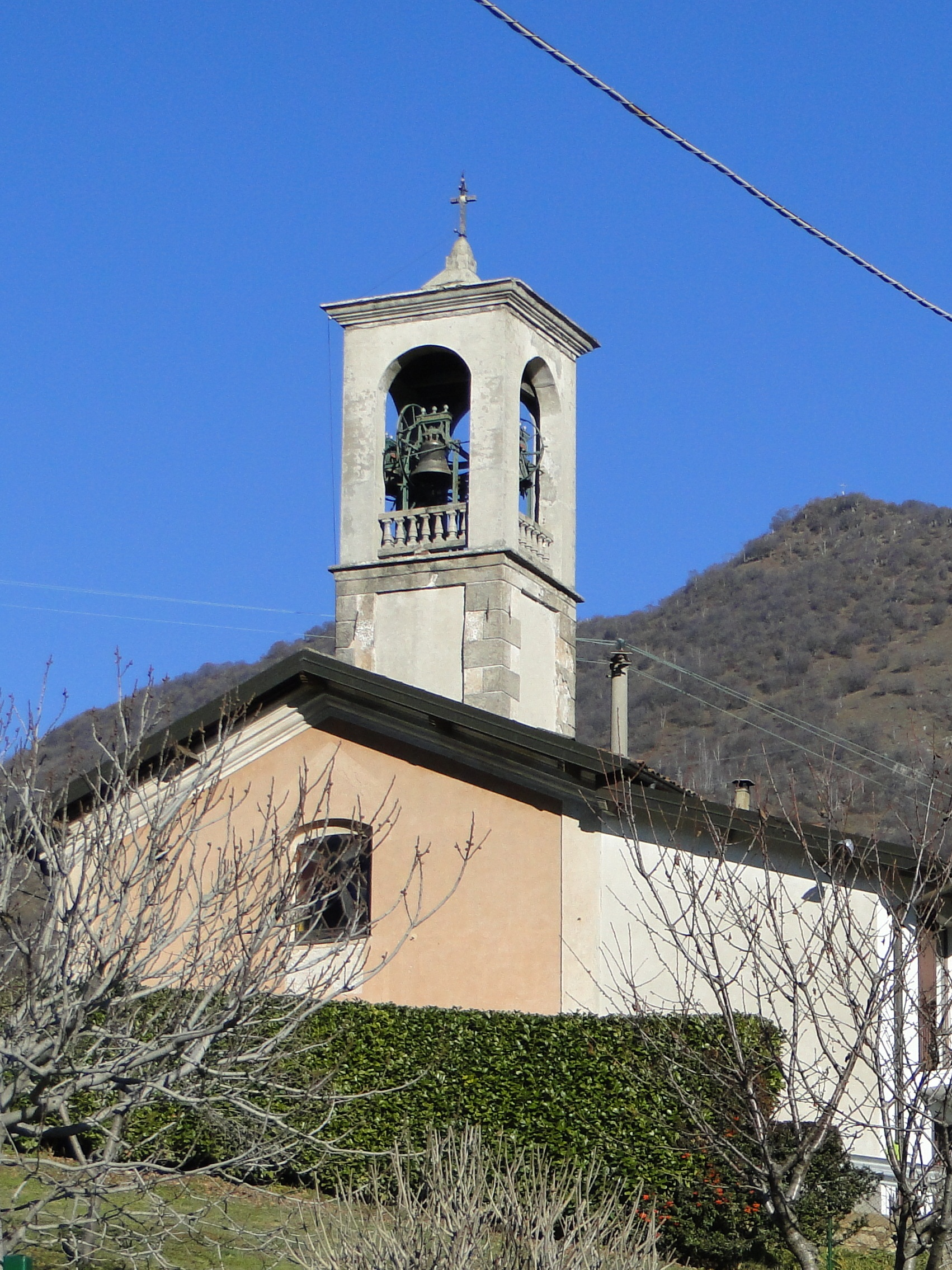
La chiesa della frazione Burro, dedicata a san Bernardo

Sul territorio comunale vi sono numerose altre chiese:
- Monastero della Visitazione, meglio conosciuto come monastero delle Salesiane. Situato ai margini del centro storico, compreso tra la Roggia Serio Grande e la chiesa di Santa Maria della Pace, venne fondato nel 1687 in seguito ad una donazione. La costruzione del monastero di clausura, in cui vennero incluse le vergini terziarie, venne iniziata nel 1710 su progetto di Giovan Battista Caniana, mentre la chiesa fu edificata sul finire del XVIII secolo. Quest'ultima ha una pianta a croce greca con tre altari ed è adornata dagli stucchi di Lorenzo Tacchi e dai dipinti in chiaroscuro di Paolo Vincenzo Bonomini e di Luigi Deleidi, ma anche dagli affreschi di Vincenzo Angelo Orelli.
- Chiesa di Santa Maria Madre di Cristo, costruita nel XX secolo nella zona denominata Agri, per venire incontro allo sviluppo edilizio nella parte sud del paese
- Chiesa del Santissimo Redentore, posta nella frazione di Brumano, collocata sopra un ripido pendio. Nel 1640 venne elevata a parrocchiale del piccolo borgo, mentre in seguito fu aggregata prima a Burro, poi a Monte di Nese e, dal 1993, al capoluogo.
- Chiesa parrocchiale di San Lorenzo, in Alzano Sopra, edificata in posizione dominante sull'abitato nel 1912, nella quale sono presenti opere di Enea Salmeggia e il polittico di Bartolomeo Viviani, prima custodite nella vecchia parrocchiale demolita nel 1939
- Chiesa di San Giuliano, in origine piccolo oratorio risalente al XIV-XV secolo che, sottoposto a numerosi restauri, presenta un ciclo di affreschi quattrocenteschi raffiguranti San Giuliano Ospitaliere
- Santuario dell'Assunta di Grumasone o Madonna del Giglio, nella frazione di Nese
- Chiesa della Santissima Trinità (in località Busa)
- Chiesa parrocchiale di San Giorgio, situata a Nese, risalente al XIV secolo ma completamente rifatta a metà del XIX secolo, custodisce importanti opere di Palma il Giovane, Carlo Ceresa, Gian Paolo Cavagna, Enea Salmeggia, Antonio Cifrondi e Giovanni Carobbio.
- Chiesa di San Bernardo, nella frazione Burro, un tempo parrocchiale e poi dipendente dalla parrocchia di Nese.
- Nella frazione di Monte di Nese, vi sono due chiese: la nuova parrocchiale, edificata sul finire del XIX secolo su progetto di Elia Fornoni intitolata alla natività di Maria e, poco discosto, il vecchio edificio di culto sconsacrato.
- Chiesa parrocchiale di San Bartolomeo, presso la frazione di Olera, eretta verso la metà del XV secolo, nella quale si trova un grandioso polittico, conosciuto come Polittico di Olera, opera di Cima da Conegliano.
- Chiesa della Santissima Trinità, citata già in alcuni documenti del 1165 e situata nello stesso piazzale della parrocchiale.
- Chiesa di San Rocco, poco discosta dall'abitato di Olera, della quale si hanno notizie a partire dal XVI secolo, ove sono racchiusi dipinti cinquecenteschi.

### Architetture civili

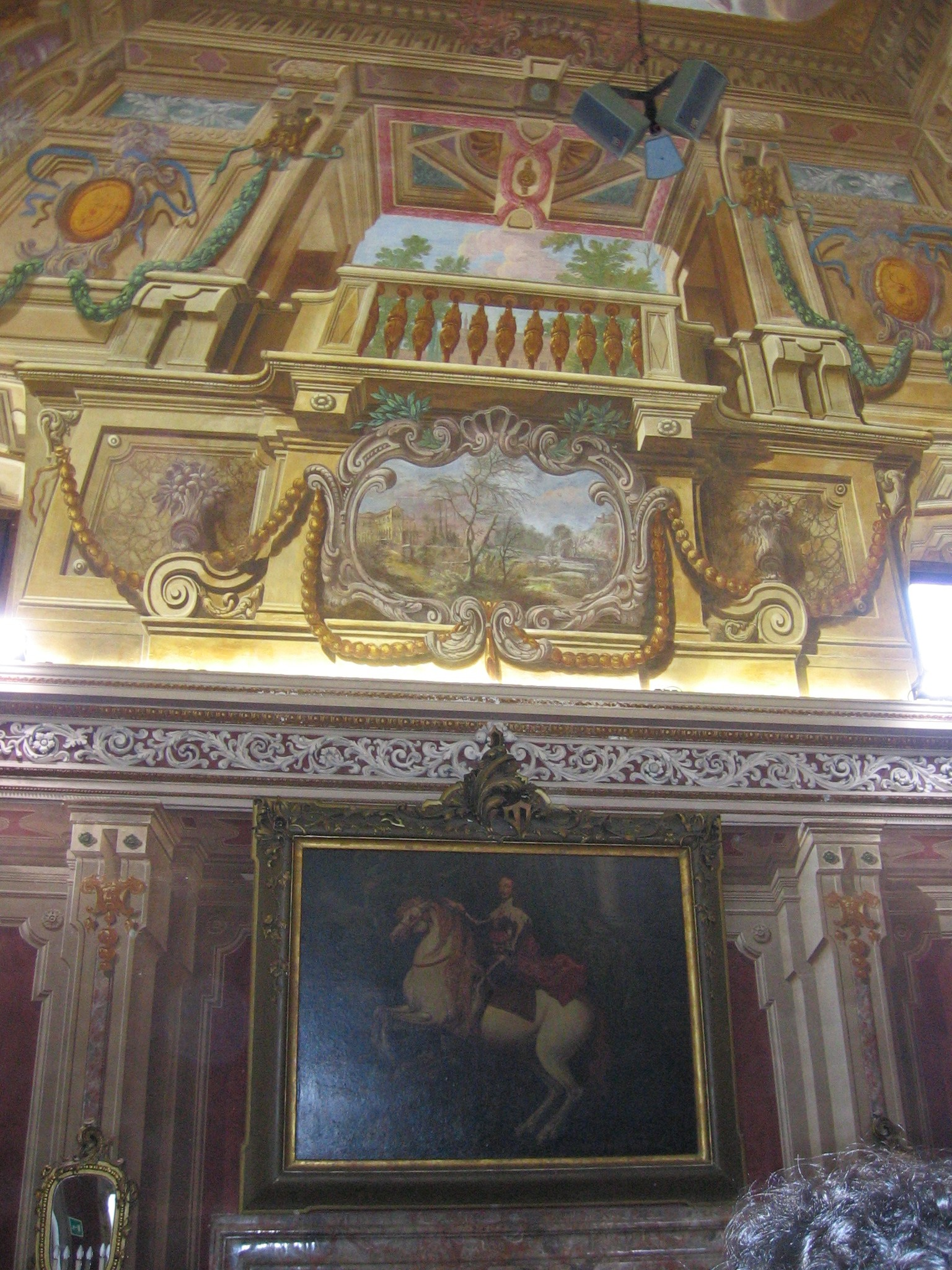
La sala consiliare, nel Palazzo Pelliccioli

Il cuore di Alzano Maggiore si articola attorno ad alcuni assi viari principali, che hanno ricevuto maggiore definizione urbana e architettonica attorno al XVI-XVII secolo. Via Mazzini, in particolare, che conduce alla Basilica, e le vie verso monte, ora Locatelli, Salesiane e Fantoni, sono contraddistinte dalla sequenza di belle e grandi case dominicali e nobiliari; ad esse si alternavano le filande, molini e altre attività manifatturiere, oggi in gran parte scomparse.
- Porteghèt, il vecchio palazzo della ragione
- "Torrazzo", torre difensiva del XIII secolo posta a fianco della roggia Serio Grande a margine della piazza di san Pietro, contrada nella quale svettano due bastioni un tempo utilizzati come ingresso al borgo.
- Palazzo Pelliccioli del Portone, poi Villa Pesenti e quindi, dal 1957, sede comunale, sito in località "Cava". Circondato da un parco, di origini antiche, fu oggetto di riforma nella seconda metà del XVII secolo da parte della famiglia dei Pelliccioli del Portone. Fu ceduto prima ai conti Zanchi e poi alla famiglia Pesenti, che lo ristrutturò mantenendo le caratteristiche secentesche all'interno delle sale, ma riformandolo e ampliandolo all'esterno. All'interno vi sono uno scalone principale, la sala consiliare, affrescata da Domenico Ghislandi e altri saloni con volte e soffitti finemente decorati, con numerosi Trompe-l'œil, restaurati dagli allievi della scuola d'Arte Fantoni di Bergamo[10].
- Villa Camilla (conosciuta anche come Villa Augusto Pesenti, dal nome del primo proprietario) dimora storica alto borghese con parco, scuderie e "serre-salon" eseguita su progetto di Virginio Muzio nel 1895.
- Palazzo dei Conti Locatelli alla Cava, edificio quattrocentesco
- Palazzo della famiglia Agnelli de' Vitali, edificio secentesco, con affreschi di Vincenzo Angelo Orelli
- Palazzo Berlendis Muttoni Pelandi, posto nelle vicinanze del precedente e situato nella centrale via Mazzini, risale al XVII secolo e presenta ancora una sontuosa facciata con annesso cortile trapezoidale.
- Castello, in località Belvedere, sulle pendici del colle Frontale, poco lontano dalla contrada di san Pietro. Questo, un tempo proprietà della famiglia De Clauso-Alzani, venne edificato in luogo di una piccola fortificazione e richiama gli aspetti tipici dell'architettura rustica medievale.

Nella zona industriale, compresa tra il corso del fiume Serio e della roggia Morlana, si possono trovare importanti esempi di archeologia industriale del periodo compreso tra la fine del XIX secolo e l'inizio del XX, quali le "Officine Pesenti", poi Cementificio Italcementi per la produzione del Portland naturale, e i padiglioni delle Cartiere Pigna.

### Aree naturali

#### Parchi

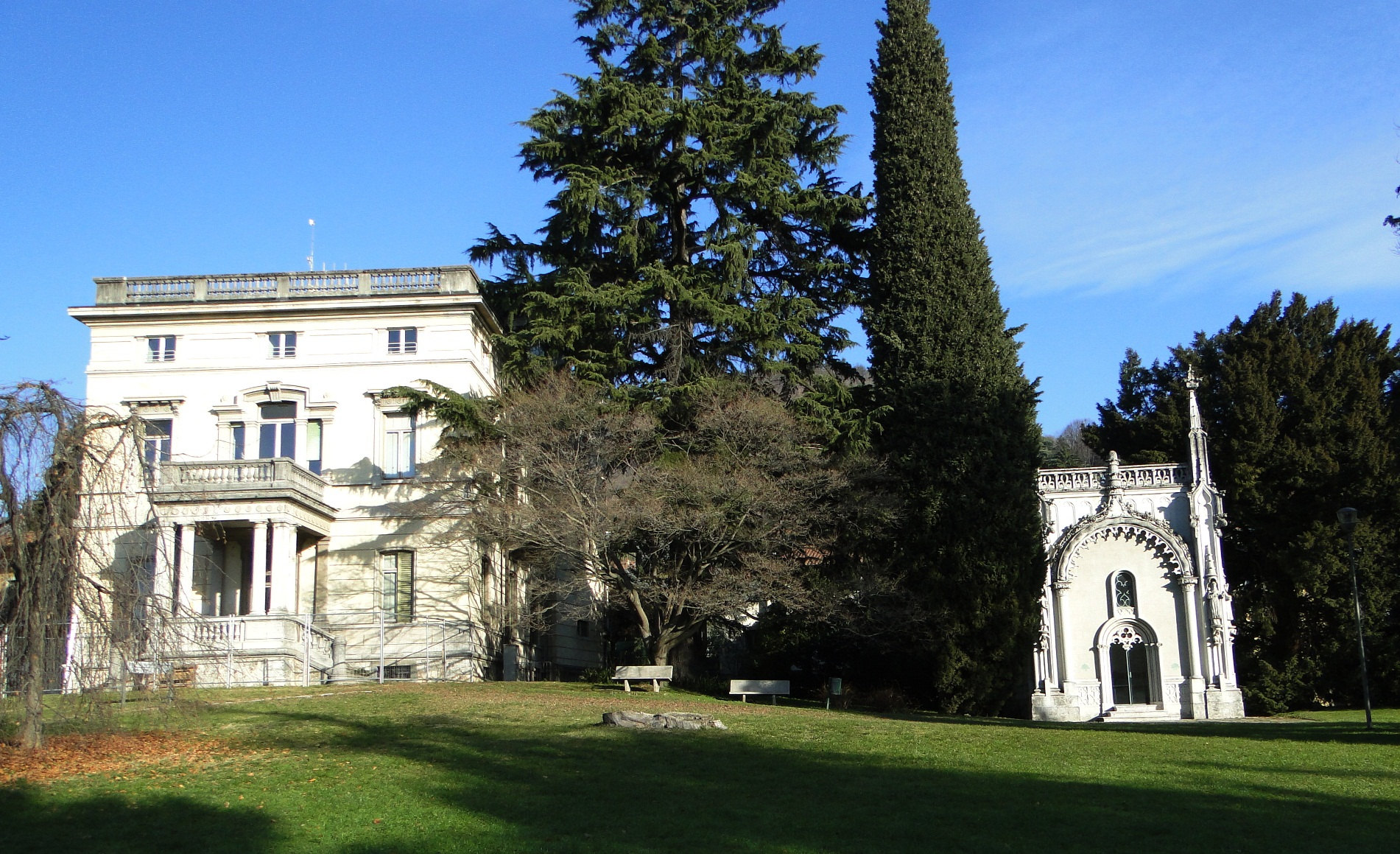
Il Parco Montecchio e la Villa Pesenti con annesso oratorio

Il principale parco cittadino è senza dubbio il Montecchio. Situato a nord del centro storico, tra la base del colle Frontale e la frazione Nese è dotato di un grande prato e di un anello in terra battuta (un tempo utilizzato come galoppatoio) lungo 1.1 chilometri, con annesso percorso vita e parco giochi, ai quali vanno aggiunti anche un bocciodromo e un tennis club, ma anche e soprattutto l'auditorium comunale e la biblioteca.
Questi ultimi due sono collocati all'interno della villa neorinascimentale, costruita tra il 1897 e il 1900 su progetto di Virginio Muzio, a fianco della quale si trova il piccolo oratorio Pesenti, di proprietà privata.
Per quanto riguarda l'ambito naturalistico e il tempo libero, è d'obbligo citare sia la Ciclovia delle Rogge, che costeggia il corso delle rogge Serio Grande e Morlana, sia la Ciclovia della Valle Seriana che transita lungo le rive del fiume Serio.

Queste offrono la possibilità di effettuare passeggiate e pedalate nella natura, lontano da traffico ed inquinamento, permettendo la riscoperta e la valorizzazione di spazi un tempo abbandonati all'incuria. Queste stesse zone sono state recentemente interessate dall'istituzione di un PLIS denominato NaturalSerio che ha l'intenzione di preservare e valorizzare ulteriormente il territorio, rivalutando spazi un tempo abbandonati nell'incuria.

#### Villa Paglia

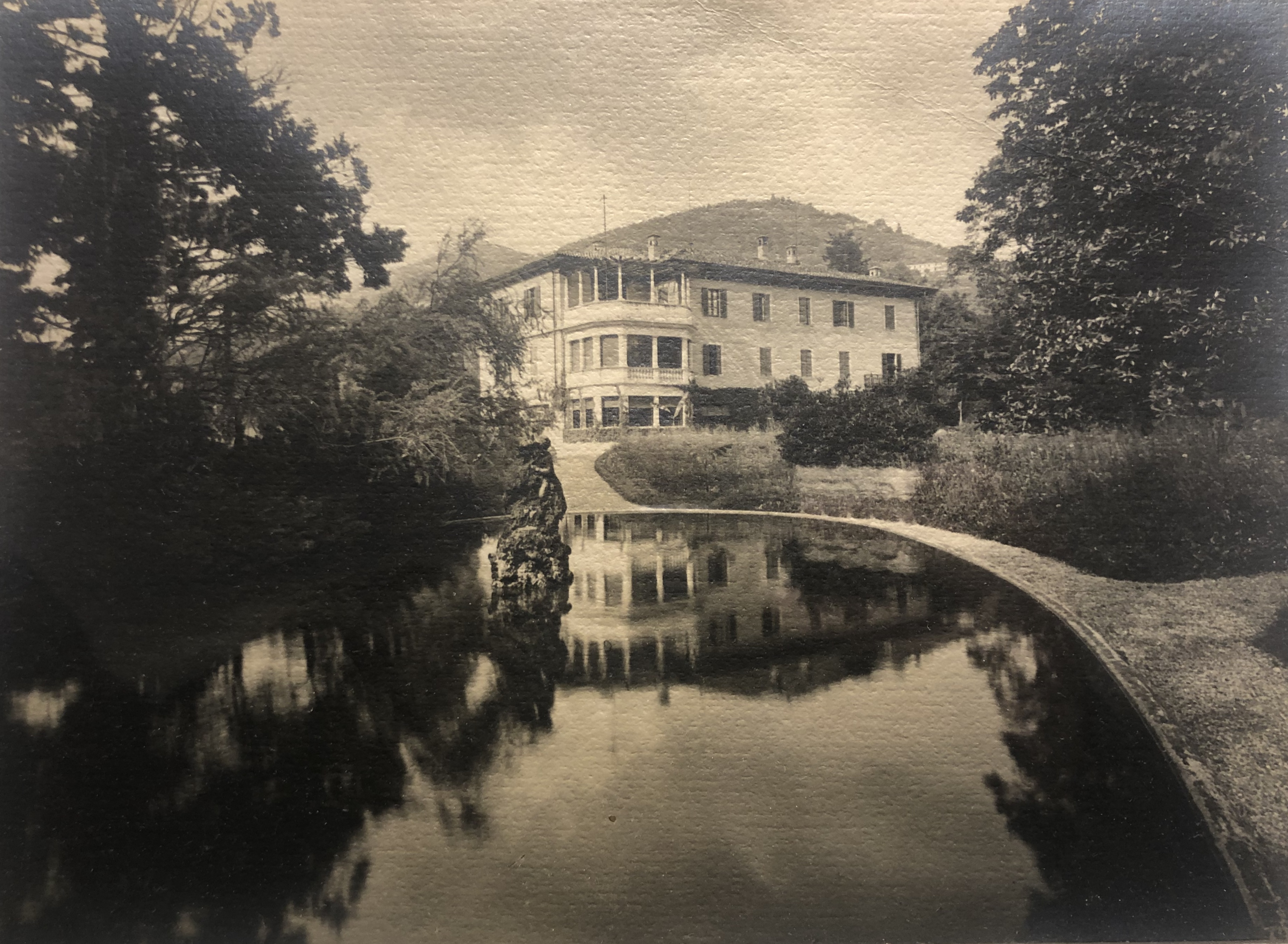
La Villa molti anni fa

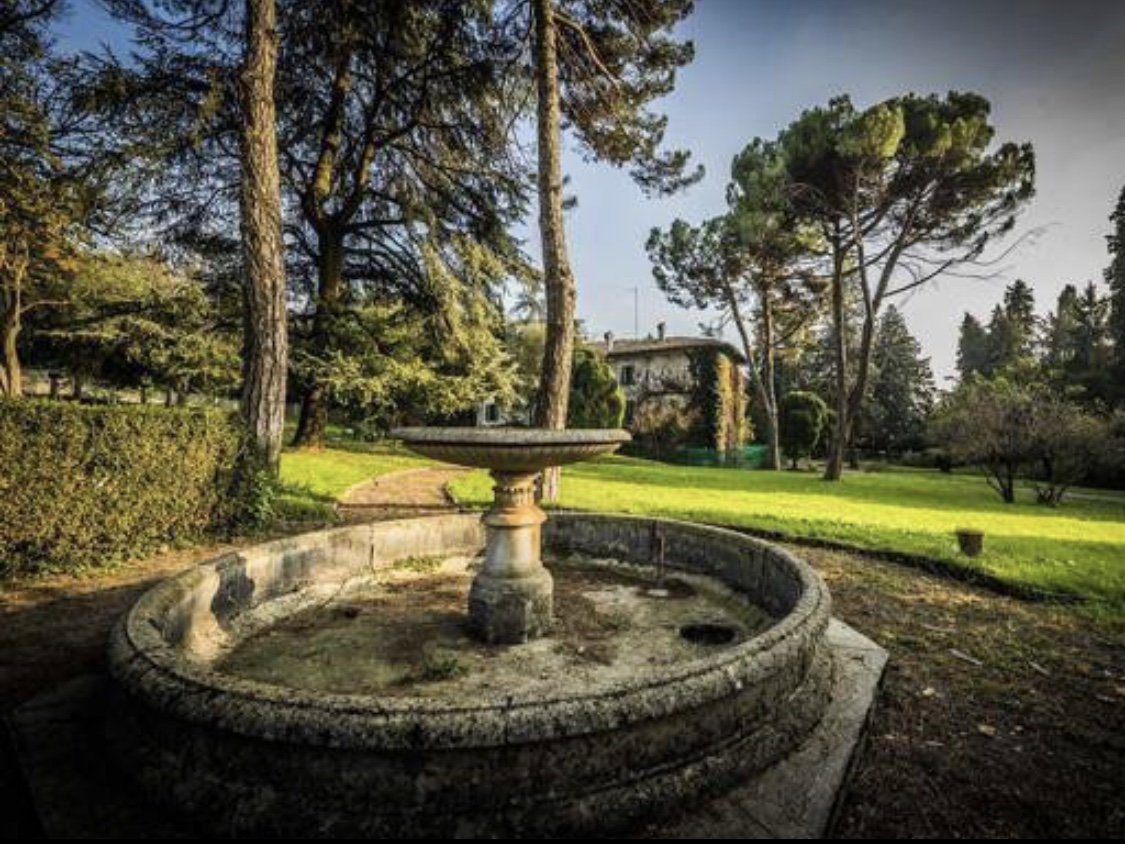
Fontana della Villa

Villa Paglia si trova nella frazione di Nese, dietro Villa e Parco Montecchio. Originariamente di proprietà della famiglia Cantalupi, acquistata nel XVIII secolo dalla famiglia Bidasio, vi nacque l'ing. Pietro Paleocapa. Rimase residenza di "villeggiatura", con orto e giardino, sino all'acquisto da parte dei Pesenti, ed in particolare di Daniele Pesenti, marito di Giuseppina Pigna, nipote dell'ing. Paolo Pigna. I Pesenti ristrutturarono la villa e il giardino, secondo il gusto dell'epoca.
Il parco presenta un maestoso colonnato, una splendida fontana e un laghetto, oggi in disuso; ricco di conifere centenarie, pini marittimi e rare essenze resinose.
 La proprietà assunse la denominazione “Villa Paglia” grazie all’unione delle famiglie Pesenti e Paglia.
Dagli anni '90 la Villa è di proprietà del Comune di Alzano; l'edificio è inagibile, mentre il parco è accessibile nel periodo primavera - estate.

#### Sentieri
Numerose sono le opportunità per chi volesse passare un po' di tempo immerso nella natura: nonostante la forte urbanizzazione dei fondovalle, molti sono i sentieri che si snodano sulle pendici dei monti circostanti. Tra i principali vi sono quelli contrassegnati con segnavia del CAI: il numero 531 che dalla frazione Busa raggiunge prima Monte di Nese, poi il monte Filaressa e infine il piccolo borgo di Salmezza; il 532 che unisce le frazioni di Olera, Burro e Lonno. Il sentiero 533 si dirama da Monte di Nese e, lambendo Olera, raggiunge alternativamente il colle della Maresana e Salmezza, il 534 viene utilizzato per salire da Nese al colle Ganda e quindi a Lonno, mentre il 540 sale da Olera al Canto Basso, da cui poi in breve si può salire al Canto Alto.

## Società

### Evoluzione demografica
Abitanti censiti

### Etnie e minoranze straniere
Gli stranieri residenti nel comune sono 1 288, ovvero il 9,4% della popolazione. Di seguito sono riportati i gruppi più consistenti:
1. Albania, 305
2. Marocco, 224
3. Senegal, 107
4. Ucraina, 85
5. Romania, 78
6. Bolivia, 72
7. Ghana, 36
8. Costa d'Avorio, 31
9. Ecuador, 29
10. Egitto, 28

## Infrastrutture e trasporti
Già storicamente servita dalla tranvia Bergamo-Albino, che operò fra il 1912 e il 1953 e dalla ferrovia della Val Seriana, attiva su questa tratta fra il 1884 e il 1967, sul sedime di quest'ultima è in esercizio dal 2009 la tranvia Bergamo-Albino. La fermata di Alzano Centro riutilizza parte del piazzale binari della soppressa stazione ferroviaria, mentre un'altra fermata del tram è posta a servizio di Alzano Sopra.

## Amministrazione
| Periodo         | Periodo         | Primo cittadino     | Partito                                                           | Carica                  | Note                                                                         |
| --------------- | --------------- | ------------------- | ----------------------------------------------------------------- | ----------------------- | ---------------------------------------------------------------------------- |
| 1866            | 1867            | Filippo Donadoni    |                                                                   | Sindaco                 |                                                                              |
| 1867            | 1872            | Domenico Donadoni   |                                                                   | Sindaco                 |                                                                              |
| 1872            | 1873            | Filippo Donadoni    |                                                                   | Sindaco                 |                                                                              |
| 1873            | 1874            | Achille Minelli     |                                                                   | Sindaco                 |                                                                              |
| 1875            | 1876            | Domenico Pelandi    |                                                                   | Sindaco                 |                                                                              |
| 1876            | 1883            | Achille Minelli     |                                                                   | Sindaco                 |                                                                              |
| 1883            | 1890            | Martino Nicoli      |                                                                   | Sindaco                 |                                                                              |
| 1890            | 1895            | Bonifacio Donadoni  |                                                                   | Sindaco                 |                                                                              |
| 1896            | 1902            | Carlo Pavoni        |                                                                   | Sindaco                 |                                                                              |
| 1902            | 1919            | Domenico Pelandi jr |                                                                   | Sindaco                 |                                                                              |
| 1920            | 1920            | Pompeo Baroschi     |                                                                   | Commissario Prefettizio |                                                                              |
| 1921            | 1926            | Cipriano Valoti     | Partito Nazionale Fascista                                        | Podestà                 |                                                                              |
| 1926            | 1928            | Guido Paglia        | Partito Nazionale Fascista                                        | Podestà                 |                                                                              |
| 1928            | 1930            | Nani Domenico       | Partito Nazionale Fascista                                        | Podestà                 |                                                                              |
| 1930            | 1930            | Carlo Grimaldi      |                                                                   | Commissario Prefettizio |                                                                              |
| 1931            | 1939            | Ettore Pesenti      | Partito Nazionale Fascista                                        | Podestà                 |                                                                              |
| 1939            | 1940            | Rocco Salatino      |                                                                   | Commissario Prefettizio |                                                                              |
| 1940            | 1940            | Prospero Giura      |                                                                   | Commissario Prefettizio |                                                                              |
| 1940            | 1943            | Camillo Graff       | Partito Nazionale Fascista                                        | Podestà                 |                                                                              |
| 1943            | 1944            | Alvaro Bosetti      |                                                                   | Commissario Prefettizio |                                                                              |
| 1944            | 1945            | Giovanni Donadoni   | PFR - Partito Fascista Repubblicano (Repubblica Sociale Italiana) | Podestà                 |                                                                              |
| 1945            | 1946            | Ferdinando Zamboni  |                                                                   | Sindaco                 |                                                                              |
| 1946            | 1951            | Alvaro Bosetti      |                                                                   | Sindaco                 |                                                                              |
| 1951            | 1959            | Mario Nani          |                                                                   | Sindaco                 |                                                                              |
| 1959            | 1960            | Paolo Leidi         |                                                                   | Sindaco                 |                                                                              |
| 1960            | 1964            | Mario Paglia        |                                                                   | Sindaco                 |                                                                              |
| 1964            | 1975            | Luciano Beni        |                                                                   | Sindaco                 |                                                                              |
| 1975            | 1978            | Gian Luigi Morosini |                                                                   | Sindaco                 |                                                                              |
| 1978            | 1980            | Gian Pietro Rizzi   |                                                                   | Sindaco                 |                                                                              |
| 1980            | 1990            | Ermenegildo Probo   | Democrazia Cristiana                                              | Sindaco                 |                                                                              |
| 1990            | 1995            | Germano Crotti      | DC e PSI                                                          | Sindaco                 |                                                                              |
| 1995            | 1999            | Antonio Novali      | Lega Nord                                                         | Sindaco                 |                                                                              |
| 1999            | 13 giugno 2004  | Antonio Novali      | Lega Nord                                                         | Sindaco                 |                                                                              |
| 14 giugno 2004  | 6 giugno 2009   | Roberto Anelli      | Lega Nord                                                         | Sindaco                 |                                                                              |
| 7 giugno 2009   | 2013            | Roberto Anelli      | PDL-Lega Nord                                                     | Sindaco                 |                                                                              |
| 2013            | 25 maggio 2013  | Doriano Bendotti    | PDL-Lega Nord                                                     | Vicesindaco             | Subentrato in seguito all'elezione a Consigliere regionale di Roberto Anelli |
| 26 maggio 2014  | 15 gennaio 2016 | Annalisa Nowak      | Lista civica Gente in Comune (centro-sinistra)                    | Sindaco                 |                                                                              |
| 16 gennaio 2016 | 5 giugno 2016   | Rita Di Donna       |                                                                   | Commissario Prefettizio |                                                                              |
| 6 giugno 2016   | 4 ottobre 2021  | Camillo Bertocchi   | Lega Nord-Forza Italia-Fratelli d'Italia                          | Sindaco                 |                                                                              |
| 4 ottobre 2021  | In carica       | Camillo Bertocchi   | Lega Nord-Forza Italia-Fratelli d'Italia                          | Sindaco                 |                                                                              |

## Sport

La squadra di pallavolo femminile dell'Alzano Lombardo, campione d'Italia 1976-1977.

Nel comune ha avuto sede la Virtus Bergamo 1909, una squadra di calcio, rappresentante Alzano Lombardo. Con varie denominazioni negli anni, con quella di Alzano Virescit ha raggiunto nel 1999 una storica promozione in Serie B, dove ha militato solamente una stagione (1999-2000).
La pallavolo, specialmente per ciò che concerne l'ambito femminile, può contare su una solida tradizione. La squadra locale, non più attiva, sotto la denominazione di Alzano Bergamo ha vinto uno scudetto nella stagione 1976-1977.

### Impianti sportivi

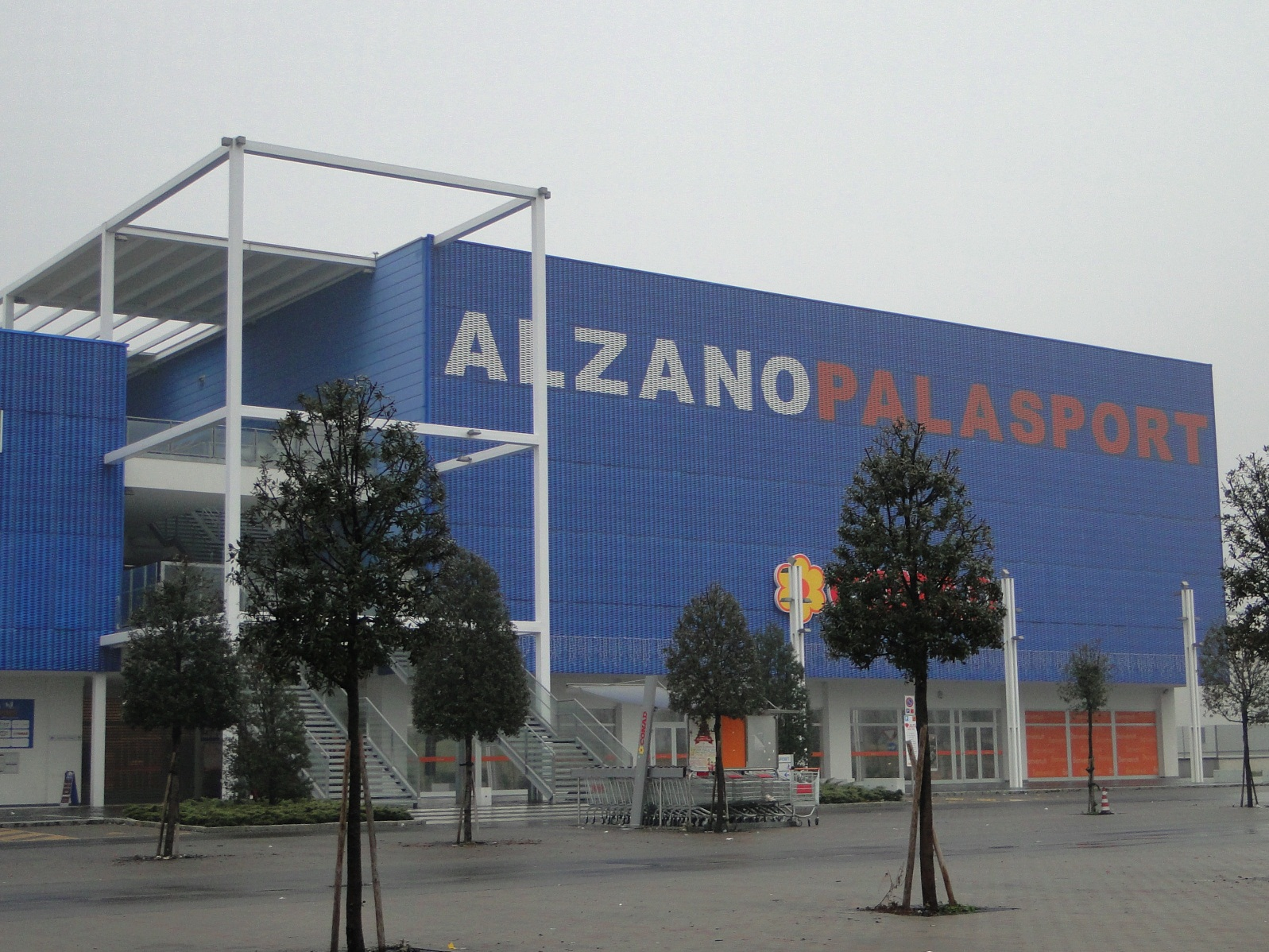
Palazzetto dello sport

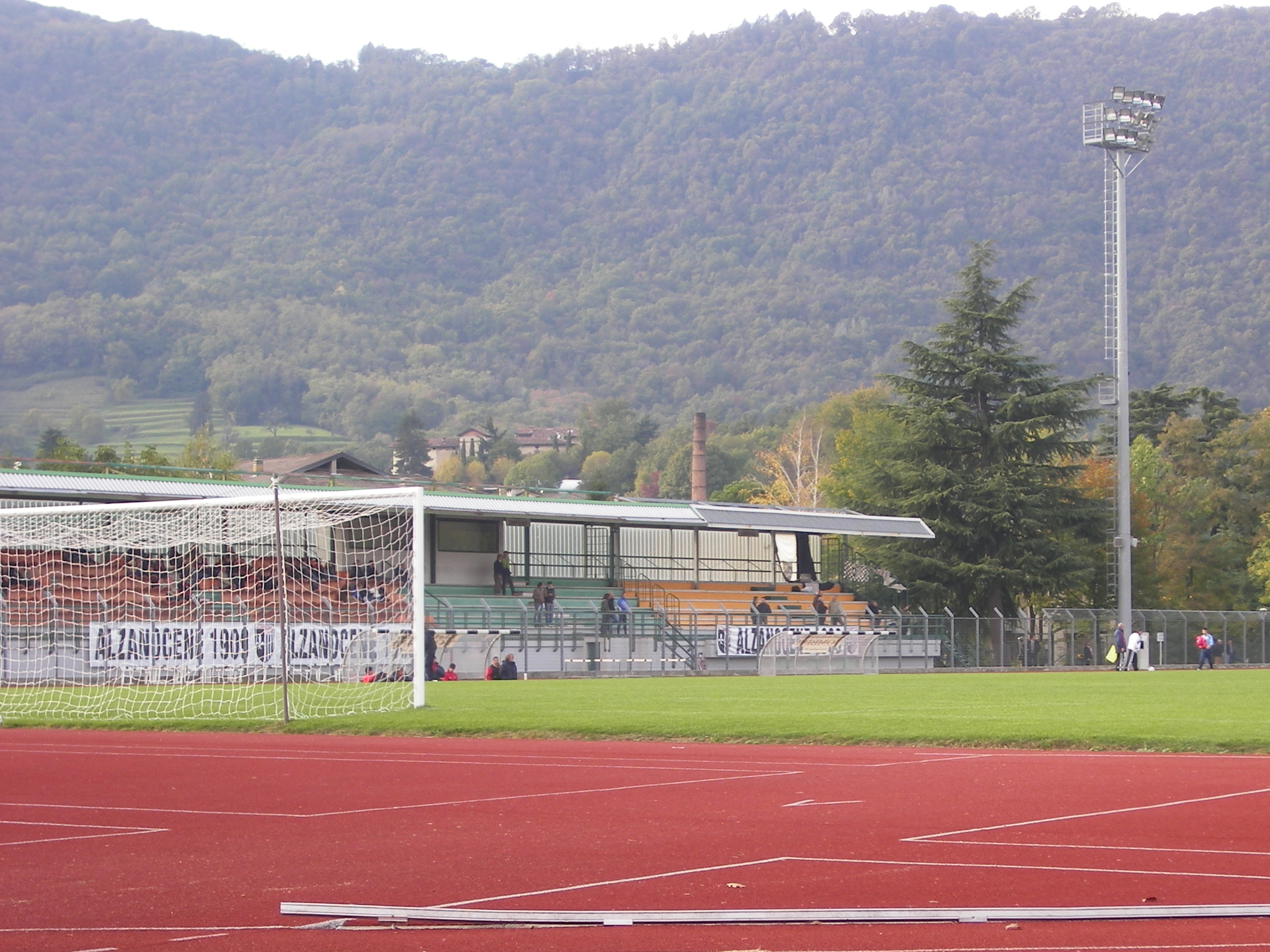
Lo stadio Carillo Pesenti Pigna

- Stadio Carillo Pesenti Pigna, munito di pista d'atletica e di una tribuna coperta con una capienza di 1900 posti a sedere.
- Palasport, inaugurato nel 2010, dispone di 600 posti a sedere[13].